# Mănăstirea Hadâmbu
Mănăstirea Hadâmbu este o mănăstire ortodoxă din România, întemeiată de boierul grec Iani Hadâmbul în anul 1659 în satul Schitu Hadâmbului, comuna Mironeasa (județul Iași). Mănăstirea se află la o distanță de 30 de kilometri de municipiul Iași.
Ansamblul Mănăstirii Hadâmbu a fost inclus pe Lista monumentelor istorice din județul Iași din anul 2015, cu cod LMI IS-II-a-A-04242 și este alcătuit din următoarele 3 obiective:
- Biserica "Nașterea Maicii Domnului" - datând din perioada 1659, având codul IS-II-m-A-04242.01
- Turnul de intrare - datând din secolul al XVII-lea, având codul IS-II-m-A-04242.02
- Zidul de incintă - datând din secolul al XVII-lea, având codul IS-II-m-A-04242.03

## Istoric

### Fondarea mănăstirii
După unele documente domnești, voievodul Gheorghe Ghica (1658-1659) i-a dăruit în februarie 1659 boierului grec Iani Hadâmbul, fost chelar, un loc "în pădurea Iașilor, la Dealul Mare", pentru a construi o biserică cu hramul "Nașterii Precistei și Născătoarei de Dumnezeu". Un apropiat al domniei, boierul avea câteva moșii în județele Iași și Vaslui, numai în Iași având 22 dughene, locuri de case, pivnițe de piatră pe Ulița Mare, case în Târgul vechi de jos.
Boierul Iani Hadâmbu a zidit această biserică pe locul unui schit mai vechi, cu hramul "Sfântul Ierarh Nicolae". Acest lucru reiese și din pisania veche în care se spune că Iani Hadâmbul a reînnoit o biserică, numai anumite părți din zidărie fiind construite din nou.
Deasupra ușii de la intrarea în biserică se află o pisanie în limba slavonă, dăltuită în piatră, cu următorul conținut: "Cu voia Tatălui și cu ajutorul Fiului și cu săvârșirea Sfântului Duh, a înnoit și făcut această biserică dumnealui Iani Hadâmbul, în Codrii Iașilor, la Dealul Mare, unde este hramul Nașterii Precistei și Născătoarei de Dumnezeu, în zilele lui Io Ghiorghe Ghica Voievod, în anul 7168 (1659), septembrie 8".
Mănăstirea care s-a numit "Hadâmbu", după numele ctitorului ei, este un complex monastic fortificat, defensiv, construit în a doua jumătate a secolului al XVII-lea. Biserica și zidurile sunt construite din piatră de carieră sub forma unei fortărețe, din cauza acelor vremuri vitrege când năvăleau turcii și tătarii, prădând mănăstirile. Ansamblul mănăstiresc vechi cuprindea biserica, stăreția veche, zidul de incintă (cu trei turnulețe de colt rotunde) și turnul-clopotniță prin care se face intrarea în incintă.
De-a lungul existenței sale, Mănăstirea Hadâmbu a fost supusă mereu eroziunii timpului și vicisitudinilor istoriei. Așezământul monahal a fost închinat de la început Patriarhiei Ierusalimului, aflându-se în această dependență până la secularizarea averilor mănăstirești (1863). Schitul a fost prădat de două ori: în anii 1661 și 1671. Patriarhul Hrisant Notaras (1707-1731) al Ierusalimului a pus Mănăstirea Hadâmbu sub ascultarea Mănăstirii "Sfântul Sava" din Iași (închinată și ea la Ierusalim), care administra averile din Moldova ale Sfântului Mormânt de la Ierusalim. Ulterior, începând de prin anul 1734 Mănăstirea de pe Dealul Mare este amintită în documente ca metoh al Mănăstirii Galata (închinată și ea Sfântului Mormânt). Biserica a fost reparată în anul 1780, după ce a fost pusă sub administrarea unei epitropii.
La Mănăstirea Hadâmbu au viețuit mai multe generații de călugări greci până la promulgarea legii privind secularizarea averilor mănăstirești închinate (decembrie 1863) de către domnitorul Alexandru Ioan Cuza (1859-1866). Ca urmare a acestei legi, monahii greci au fost obligați să părăsească mănăstirea.
Complexul monahal a rămas în părăsire timp de peste 70 ani. În primul deceniu al secolului al XX-lea, istoricul N.A. Bogdan găsea aici "o biserică veche în ruină, cu ziduri mari încunjurătoare, străpunse de metereze, și cu o clopotniță grosolană, dar care'ți impune respect; (...) azi este totul într'o stare din cele mai de plâns; și doar mangalagiii de prinprejur, când pornesc cu carul încărcat spre târg să'și vândă marfa, de'și mai arunc privirea cătră corpul bisericei, și'și fac câte o cruce, murmurând un "Doamne-ajută!" În anii '30 ai secolului al XX-lea, istoricul Nicolae Iorga găsește aici aceeași stare de degradare: un zid de cărămidă tare stropită cu pete albe de var, care înconjura biserica Hadâmbului, de la care se vedea, între copaci, acoperișul de șindrilă spartă, loc tocmai bun pentru școală.
Mănăstirea Hadâmbu a fost reînființată abia în anul 1937, aici stabilindu-se primii călugări români, în frunte cu ieromonahul Iov Mazilu (1891-1974). Aceștia au reparat acoperișul bisericii, au reparat bolta și au consolidat o parte a zidurilor lăcașului de cult cu cărămidă, după cum se vede și în zilele noastre.
Nici călugării români nu au stat prea mult, deoarece în urma Decretului nr. 410/1959 mănăstirea a fost desființată. Când a vizitat aceste locuri în anul 1976 în vederea înscrierii schitului în monumentalul „Dicționar enciclopedic de artă medievală românească”, reputatul istoric de artă Vasile Drăguț a găsit aici un complex fortificat, reprezentativ pentru arhitectura moldovenească din secolul al XVII-lea, cu o biserică de mici dimensiuni, turnul porții servind și de clopotniță, plus construcții anexe aflate în ruină.

### Redeschiderea mănăstirii

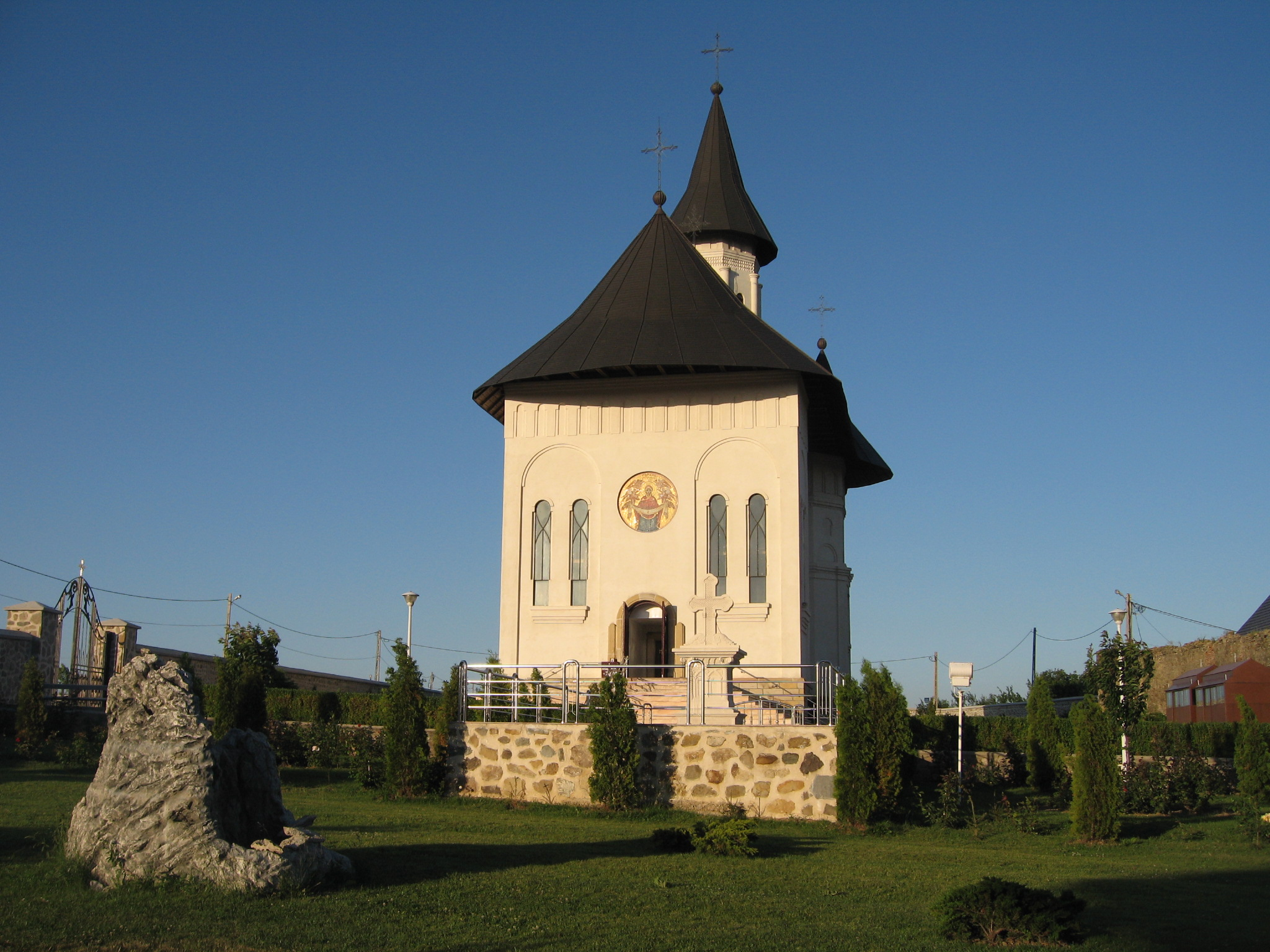
Biserica nouă

Aflată pentru a doua oară în părăsire, Mănăstirea Hadâmbu a fost redeschisă în anul 1990, când, din încredințarea mitropolitului Daniel Ciobotea al Moldovei și Bucovinei, a fost numit ca stareț protosinghelul Nicodim Gheorghiță. Mănăstirea și-a mărit de cel puțin trei ori suprafața pe care o deținea cumpărând terenurile localnicilor din apropiere, în prezent având în jur de cinci hectare de pământ.
După redeschiderea mănăstirii s-au construit mai multe clădiri printre care o biserică nouă cu hramul "Acoperământul maicii Domnului", un arhondaric de dimensiuni mari, o stăreție, un agheasmatar, un magazin bisericesc, un muzeu, o fermă zootehnică, un bazin de apă, trei fântâni șu un zid de incintă; de asemenea, s-au împodobit cu pictură și mobilier ambele biserici. Toate acestea au fost realizate cu cheltuiala exclusivă a credincioșilor (donații și sponsorizări), printre care și a unor oameni politici și de  afaceri din județele Iași și Suceava, cum ar fi deputatul social-democrat Valer Dorneanu. Cele trei clopote au fost lucrate la Cernăuți, fiind donate de câțiva credincioși din orășelul Crasna, o localitate situată nu departe de Vicovul de Sus. De asemenea, s-a asfaltat drumul pnă la mănăstire pentru a face accesibilă ajungerea pelerinilor la mănăstire.
În ziua de 22 ianuarie 2003, la ora 19,30, a izbucnit un năprasnic incendiu la Mănăstirea Hadâmbu, în care au ars 28 chilii. În acest incendiu a murit tânărul Nicușor Leuca, de 17 ani, originar din Vicovu de Sus (județul Suceava) care, după cum a comunicat un bun cunoscător al locurilor, scriitorul Claudiu Paradais, frecventa de copil mănăstirea, unde, de câte ori venea își îndeplinea, cu mare conștiinciozitate, ascultarea de paracliser, năzuind să devină el însuși monah aici. Toată casa s-a transformat în scrum, inclusiv cărțile și obiectele bisericești adăpostite într-o magazie, cu excepția Icoanei Maicii Domnului, Făcătoare de Minuni. Din cauza drumului greu accesibil, a poleiului de pe drumul forestier și a înclinației pantei, cele trei autospeciale cu apă au ajuns cu greutate după două ore de la izbucnirea incendiului. Din primele cercetări efectuate a reieșit că incendiul a pornit de la supraîncălzirea unui coș de evacuare, care nu a fost protejat termic.
Biserica veche a fost reconsolidată, i s-a făcut un nou acoperiș în stil moldovenesc, o nouă catapeteasmă, precum și un nou baldachin pentru icoana făcătoare de minuni a Maicii Domnului. De asemenea, a fost consolidat și turnul clopotniță. La 11 octombrie 2009, cu prilejul împlinirii a 350 de ani de la atestarea documentară a bisericii vechi, lăcașul de cult cu hramul "Nașterea Maicii Domnului" a fost resfințit de un sobor de preoți în frunte cu mitropolitul Teofan Savu al Moldovei și Bucovinei, episcopul Vincențiu Grifoni al Sloboziei și Călărașilor și Calinic Botoșăneanul, episcop-vicar al Arhiepiscopiei Iașilor.
La sfârșitul secolului al XX-lea și începutul secolului al XXI-lea s-a construit o biserică nouă, de mari dimensiuni, cu hramul „Acoperământul Maicii Domnului”, care a fost realizată în stilul tradițional ștefanian. Noul lăcaș de cult a fost pardosit cu marmură de Rușchița, prelucrată în atelierele de la Holboca (județul Iași), iar pereții interiori au fost pictați în tehnica fresco de către profesorul Vasile Buzuloiu din București și apoi de ucenicul său, Vasile Gheorghiță.
Biserica „Acoperământul Maicii Domnului” a fost sfințită la 8 septembrie 2008 de către IPS Teofan Savu, mitropolitul Moldovei și Bucovinei, Calinic Botoșăneanul, Episcop-Vicar al Arhiepiscopiei Iașilor, PS Ioachim Băcăuanul, Arhiereu-Vicar al Episcopiei Romanului și PS Corneliu Bârlădeanul, Arhiereu-Vicar al Episcopiei Hușilor, înconjurați de un sobor de 45 de preoți și diaconi. La acest eveniment au luat parte peste 10.000 credincioși din întreaga țară.
Cu acest prilej, mitropolitul Teofan a acordat „Crucea Moldavă“ - pentru clerici starețului Nicodim Gheorghiță, precum și mai multe distincții pentru cei care au sprijinit construcția noii biserici: „Crucea Moldavă“ - pentru mireni pentru familiile lui Costică Postârnac, Victor Norocea, Artemie Tălmaciu, Romică Sofronea și Cezar Cobuz și distincții de vrednicie altor binefăcători ai așezământului monahal.
În prezent, la Mănăstirea Hadâmbu viețuiește o obște de 10 călugări, care împletește rugăciunea cu activitățile gospodărești. Pelerinajele de hramul mănăstirii (8 septembrie) atrag aici mii de credincioși.

## Arhitectura complexului

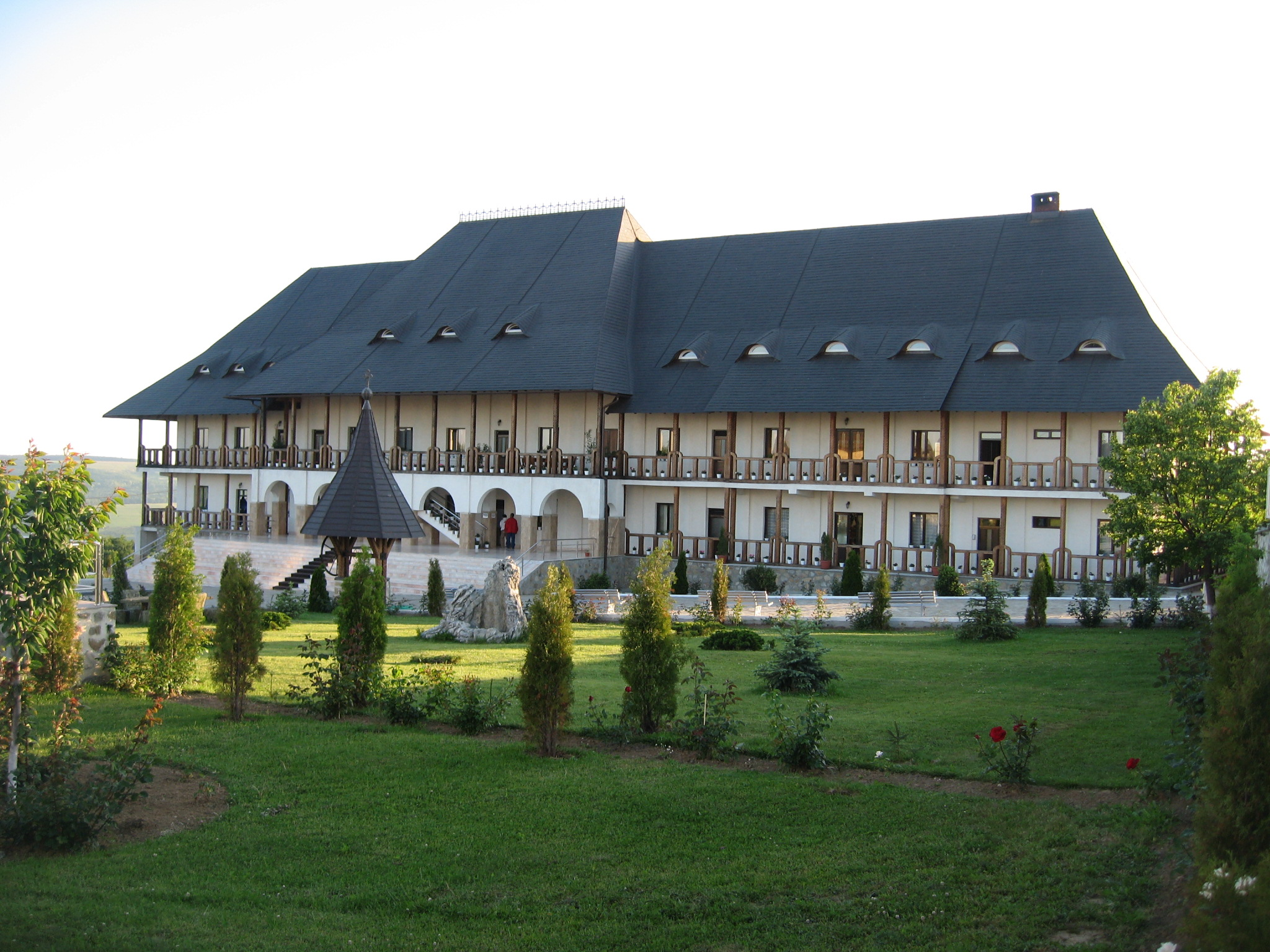
Arhondaricul

Mănăstirea Hadâmbu este un complex fortificat, reprezentativ pentru arhitectura moldovenească din secolul al XVII-lea. Zidul de incintă are un plan dreptunghiular, fiind prevăzut la colțuri cu turnuri circulare, specifice construcțiilor cu funcții de apărare (cetăți) din acea vreme. Turnul de la intrare avea atât rol de turn de intrare, cât și de clopotniță.
Biserica mănăstirii, purtând hramul "Nașterea Maicii Domnului", este de proporții reduse și prezintă un plan mixt, ea caracterizându-se prin diferite amenajări defensive. Ea este consolidată din piatră brută și are pereții cu chenare gotice.
Noua biserică se remarcă prin dimensiunile sale mari, fiind plasată în vârful Dealului Mare de unde domină împrejurimile. În demisolul bisericii s-a un paraclis, cu hramul Sfântului Ierarh Nicolae, celebrat în fiecare an la 6 decembrie.
Un alt element component al ansamblul monahal de la Mănăstirea Hadâmbu este clădirea arhondaricului, proiectată de arhitectul Bogdan Negoiță, care se distinge prin proporțiile sale monumentale și prin aspectul său palatinal. Acoperișul a fost realizat de către meșteri din satul Oglinzi (județul Neamț), iar învelitorile clădirilor, din tablă de cupru, au fost executate de meșterul Ion Lică și de ucenicii săi din Târgu Neamț. Fiind de proporții foarte mari, arhondaricul dispune de un număr mare de locuri de cazare, având posibilitatea să adăpostească un număr de 500 pelerini.

## Obiecte de cult
Printre obiectele de cult renumite ale mănăstirii se distinge în mod deosebit prin densitatea sa picturală și prin atmosfera gravă pe care o degajă Icoana Maicii Domnului cu Pruncul, considerată ca fiind făcătoare de minuni. Această icoană a fost pictată în anul 1938 de către preotul romașcan Octavian Zmău și donată schitului de ieromonahul Iov Mazilu, egumenul acestui schit. În anul 1960, schitul a fost închis, iar icoana nu a mai văzut lumina zilei timp de 32 de ani. După redeschiderea mănăstirii în anul 1992, icoana a fost găsită în fosta catapeteasmă a bisericii.
Ulterior, această icoană a fost ferecată în argint de către meșterul Ion Contfas din orașul Târgu Neamț. Coroanele Mântuitorului și Maicii Domnului sunt din aur, decorate cu pietre prețioase, rubine, safire și smaralde, acestea fiind donate de familia Constantin, Roxana și Elena Amariei din Piatra Neamț.
Din această icoană a izvorât mir în diferite ocazii. În duminica Bobotezei anului 1992, pentru prima dată ochiul drept al Maicii Domnului a lăcrimat, apoi în anul 1993, în ajunul sărbătorii Sfintei Cuvioase Parascheva, din umărul drept au curs trei picături de mir. La 22 februarie 1995 a curs mir din mitră, mir care a stat la vedere aproape două săptămâni. După cum spun cei care frecventează regulat mănăstirea, de atunci curge mir aproape săptămânal. În ziua de 20 august 1995 a curs mir continuu, timp de circa 7 minute. În vara și toamna anului 1998, a curs mir atât din chipul lui Iisus, cât și din veșmintele Maicii Domnului. Pentru a o proteja de deteriorare, icoana a fost îmbrăcată în foiță de aur și s-a amplasat un paravan protector din sticlă.
De asemenea, și din Icoana Sfântului Ioan Botezătorul izvorâște mir. Această icoană a fost donată bisericii de către soții Gabriela și Sabin Drânceanu, odată cu instalarea unei noi catapetesme. Icoana a vărsat pentru prima dată mir de Bobotează, după slujba Sfintei Liturghii, în 6 ianuarie 1999, la ora 12. Apoi, acest lucru s-a repetat trei zile mai târziu, la 9 ianuarie.

## Imagini

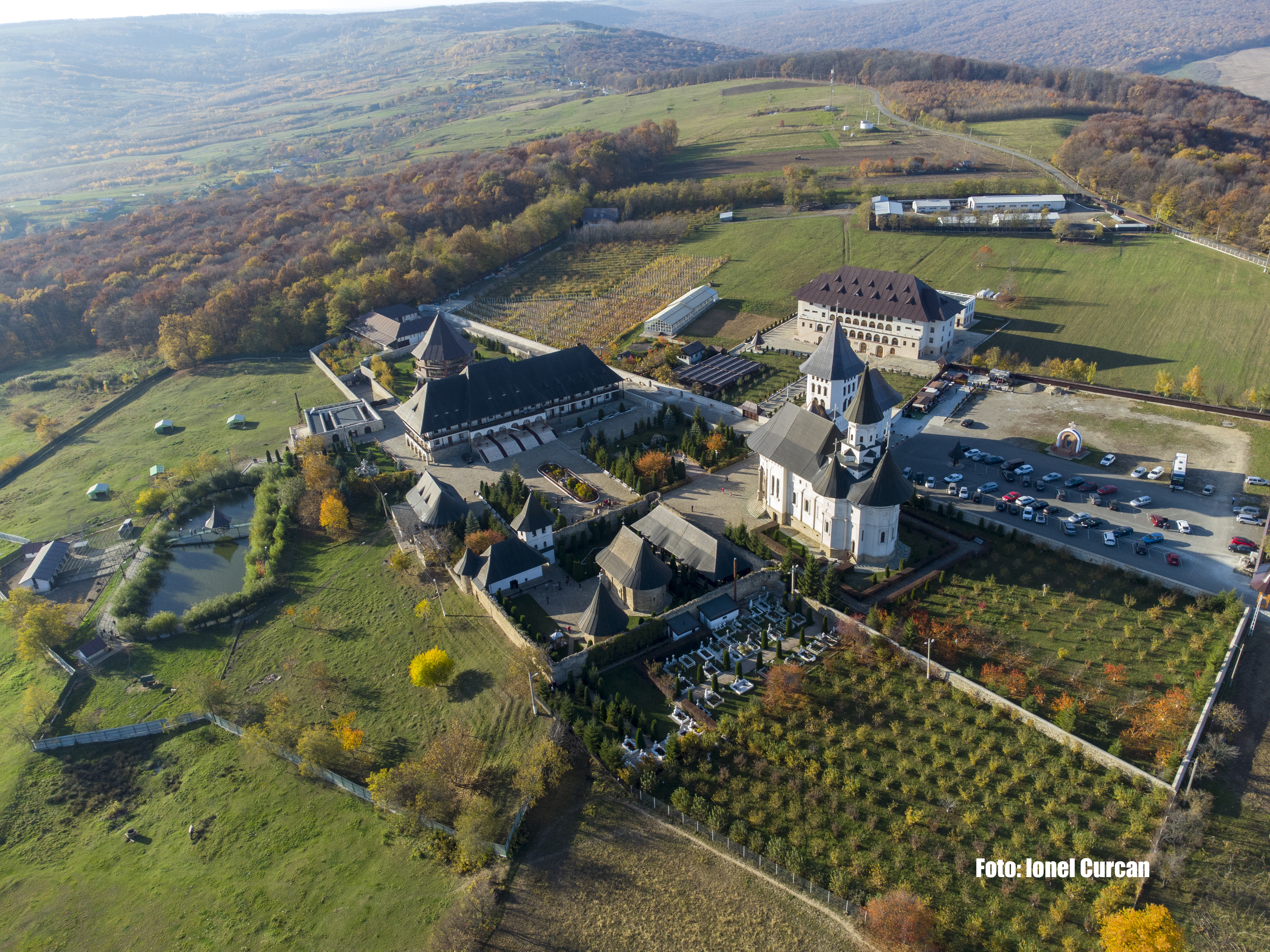
Mănăstirea Hadâmbu văzută de sus
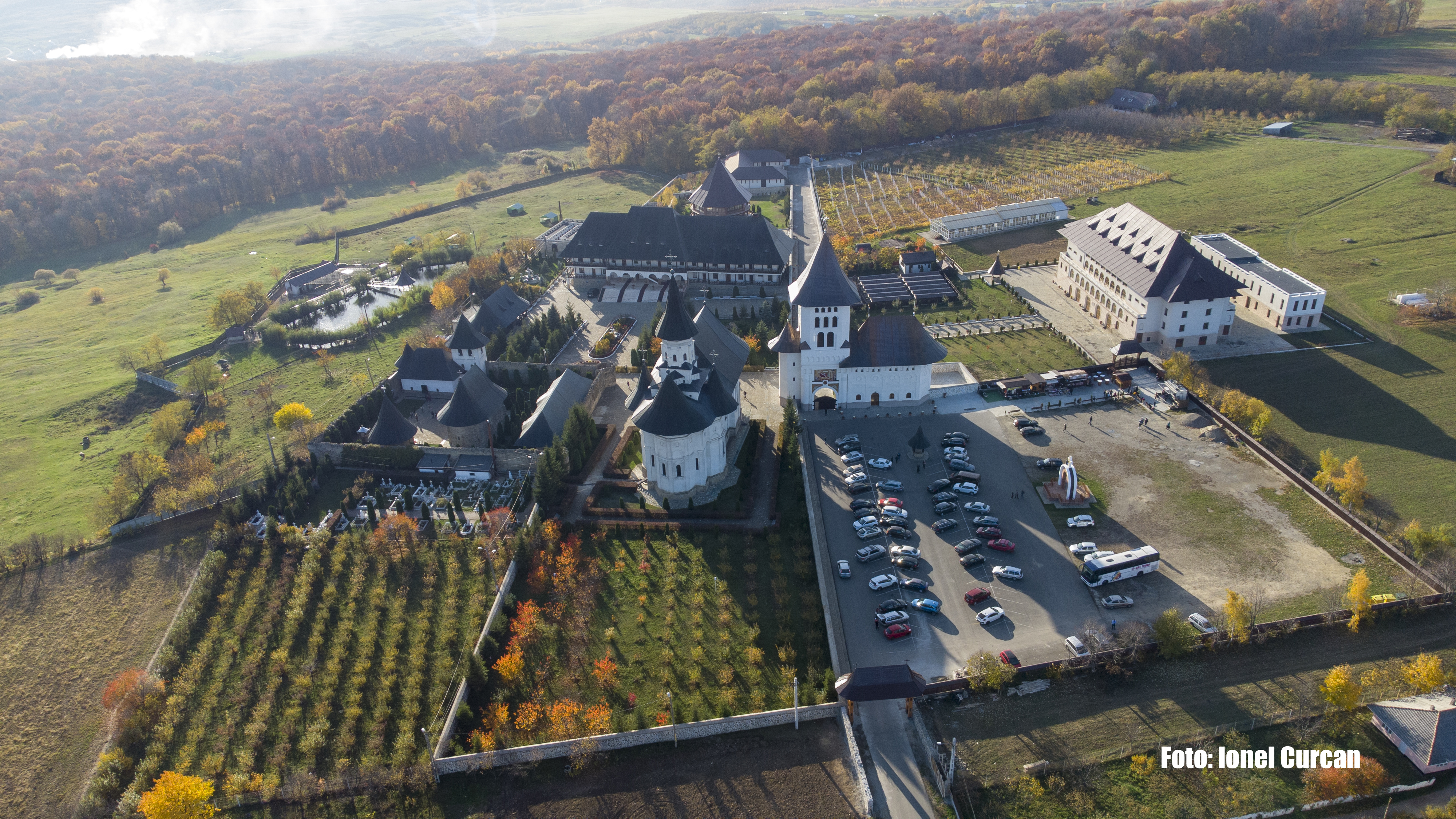
Mănăstirea Hadâmbu văzută de sus
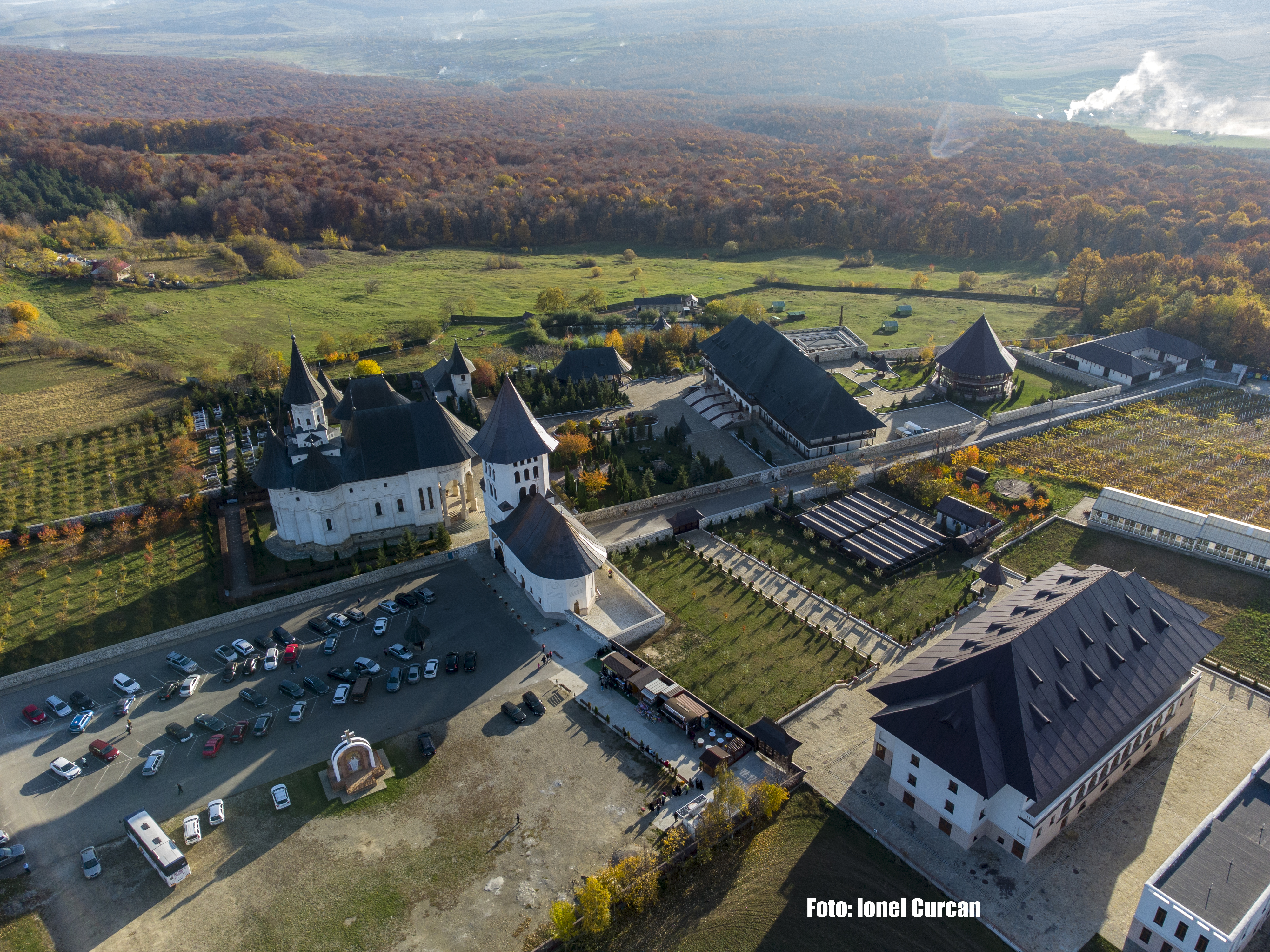
Mănăstirea Hadâmbu văzută de sus
Parcarea de la mănăstire
Intrarea în mănăstire
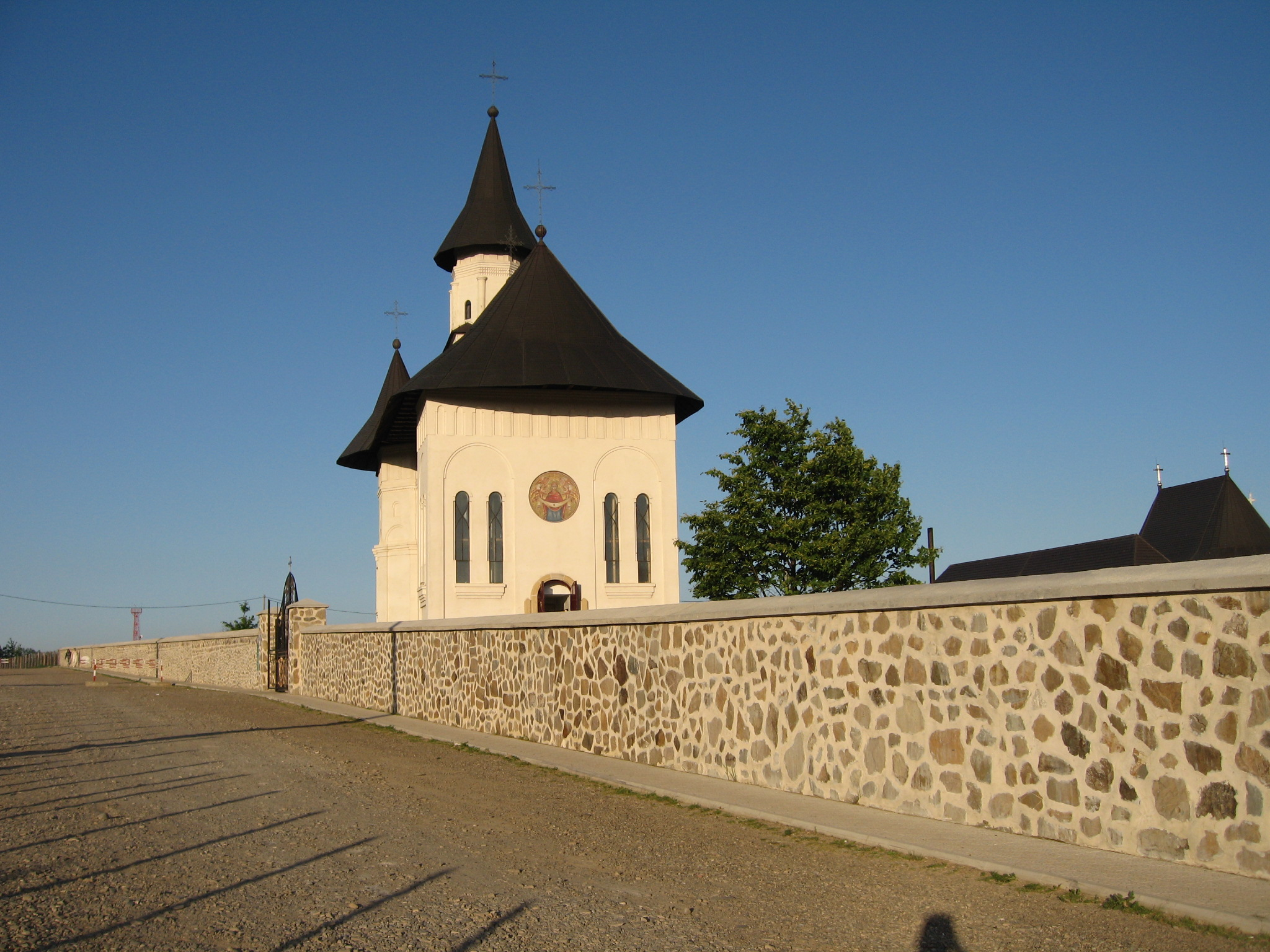
Intrarea în mănăstire
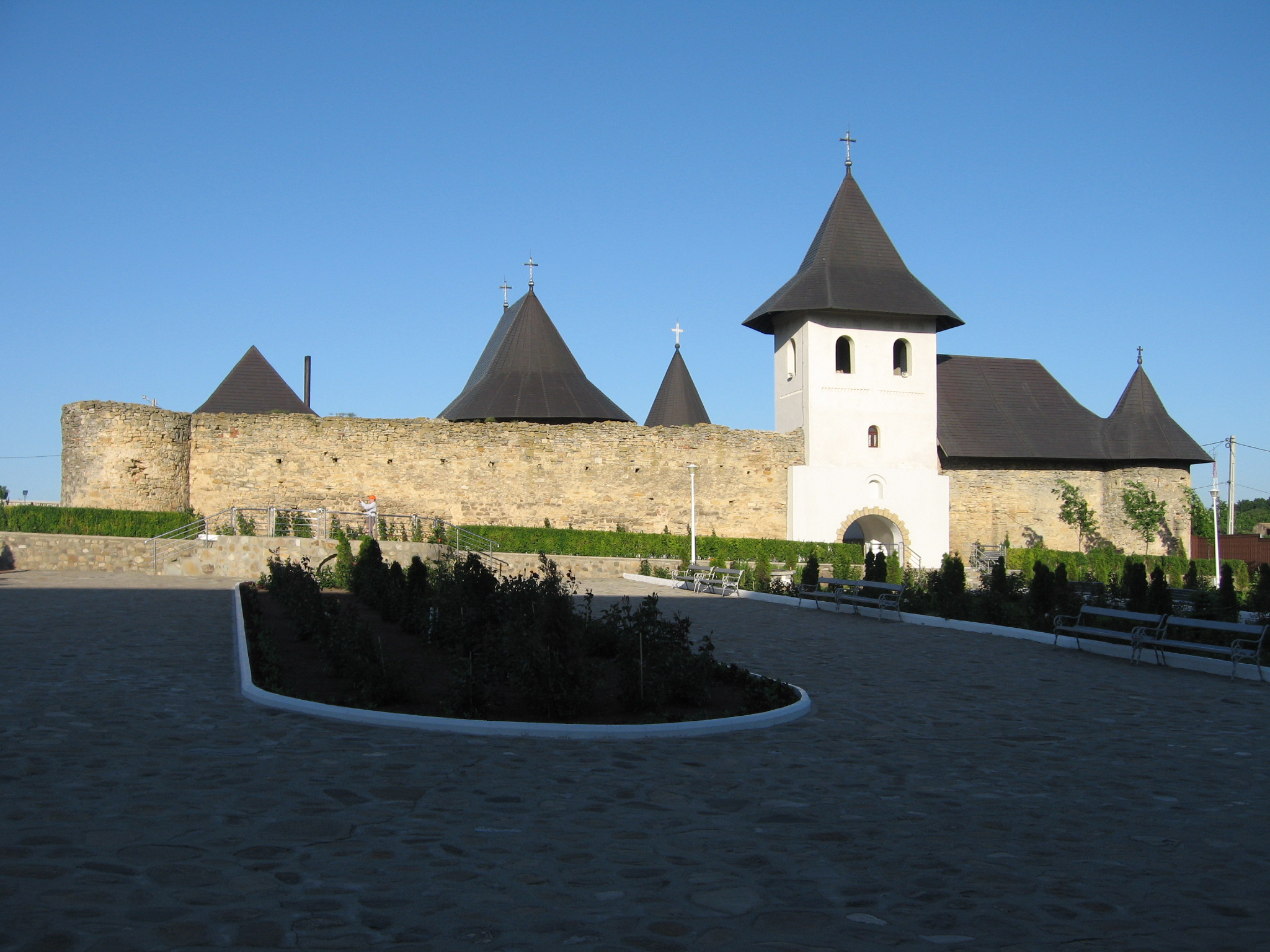
Biserica veche și zidul de incintă
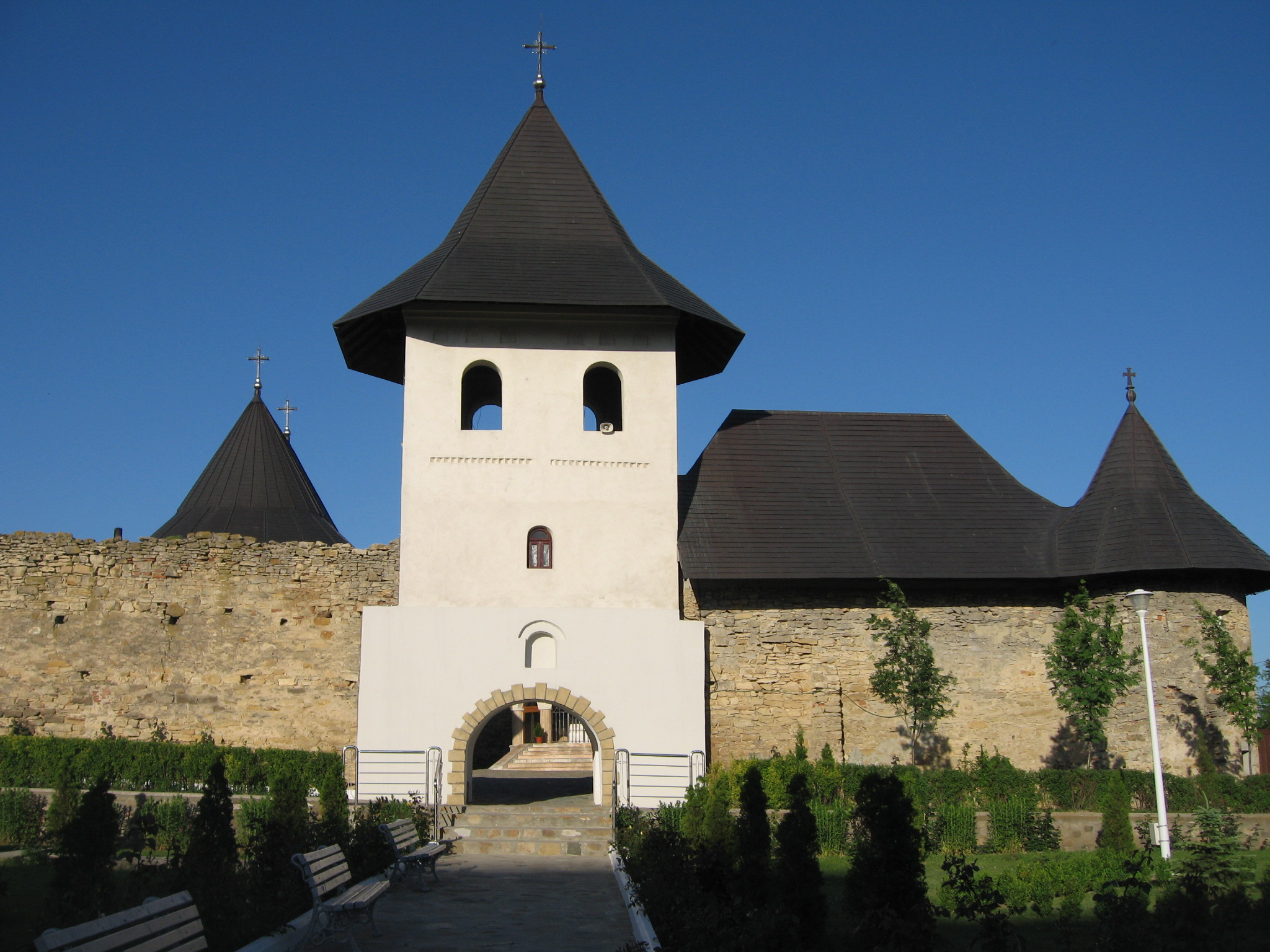
Turnul clopotniță
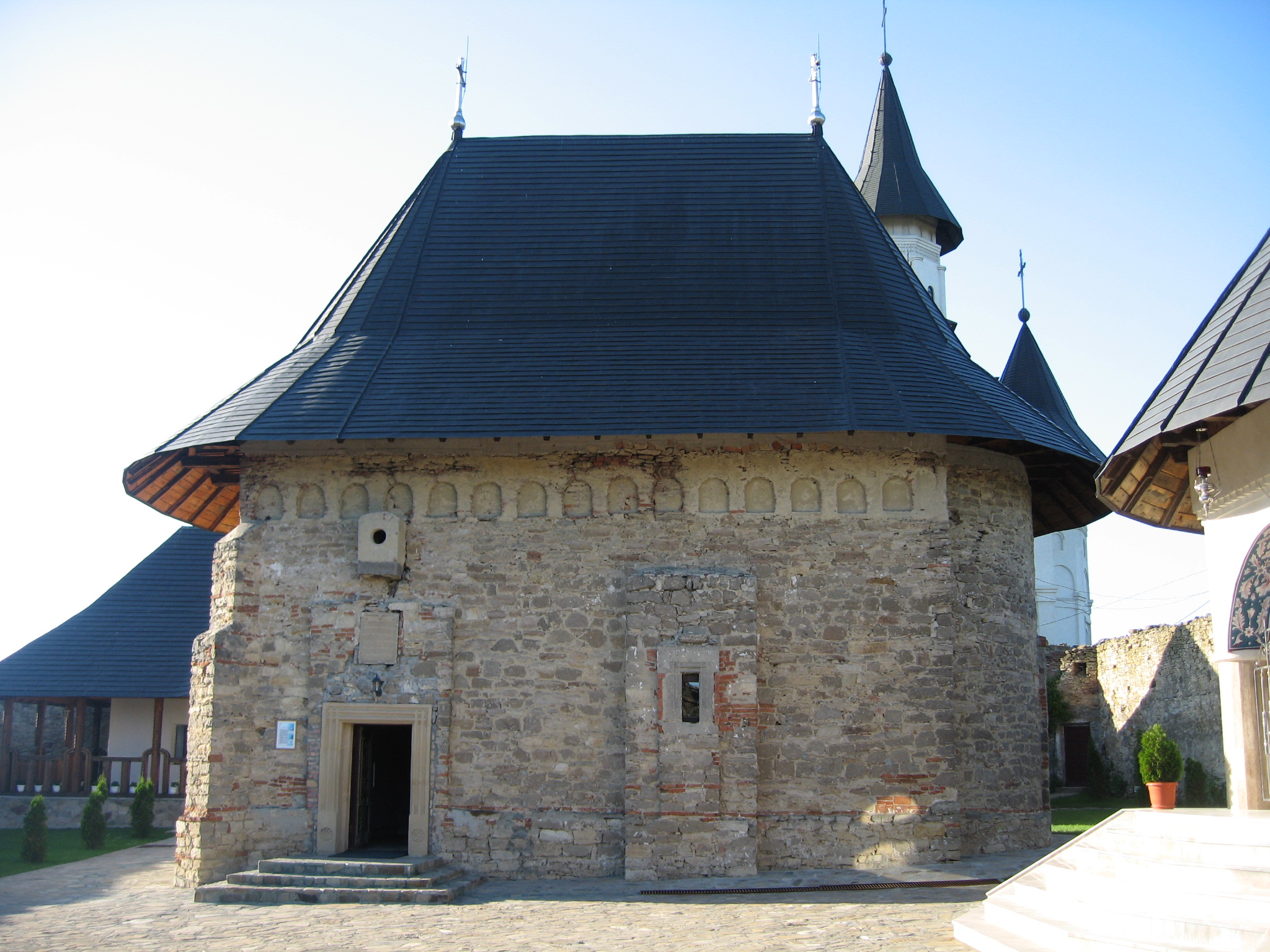
Biserica veche
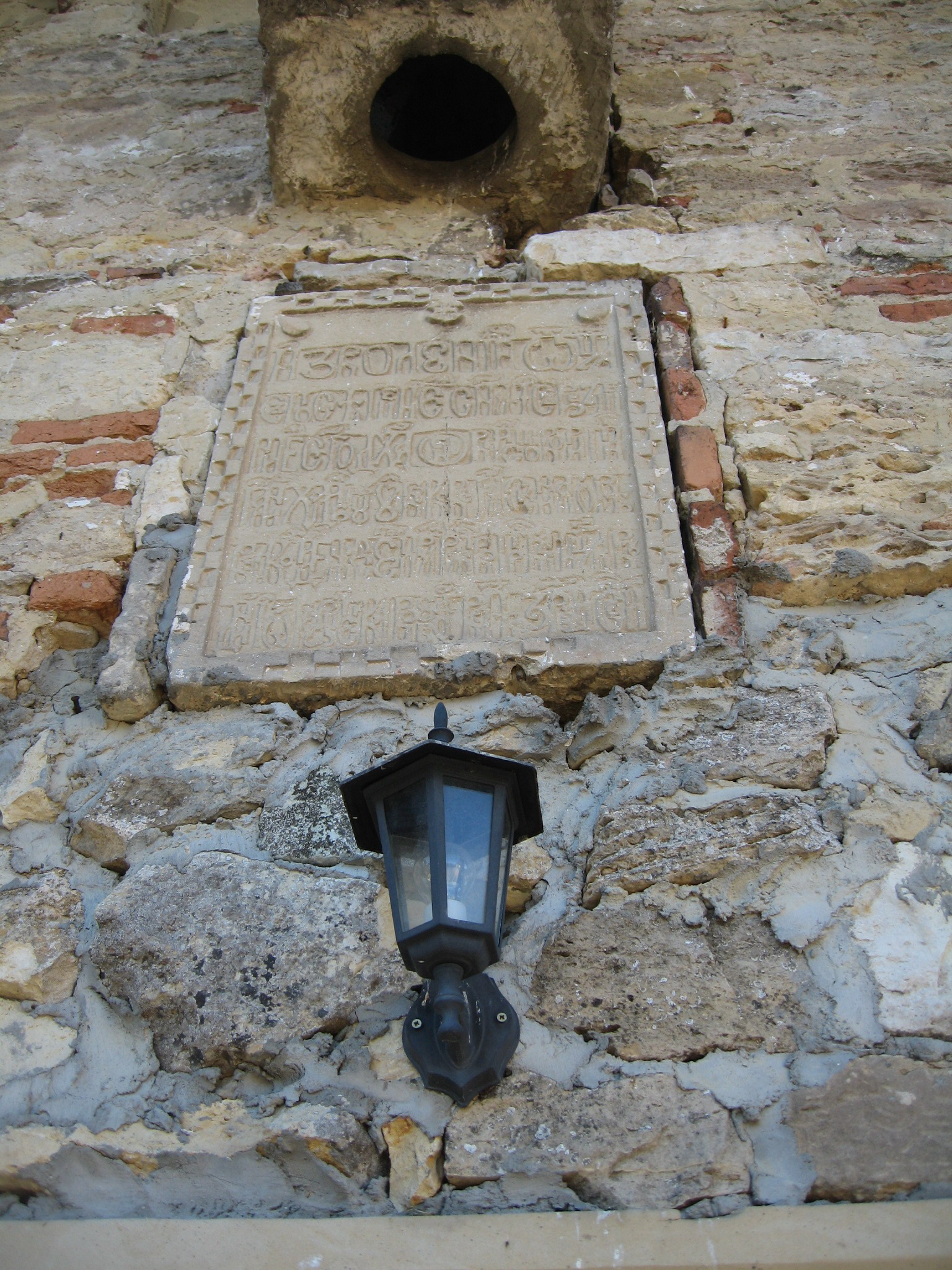
Pisania bisericii vechi
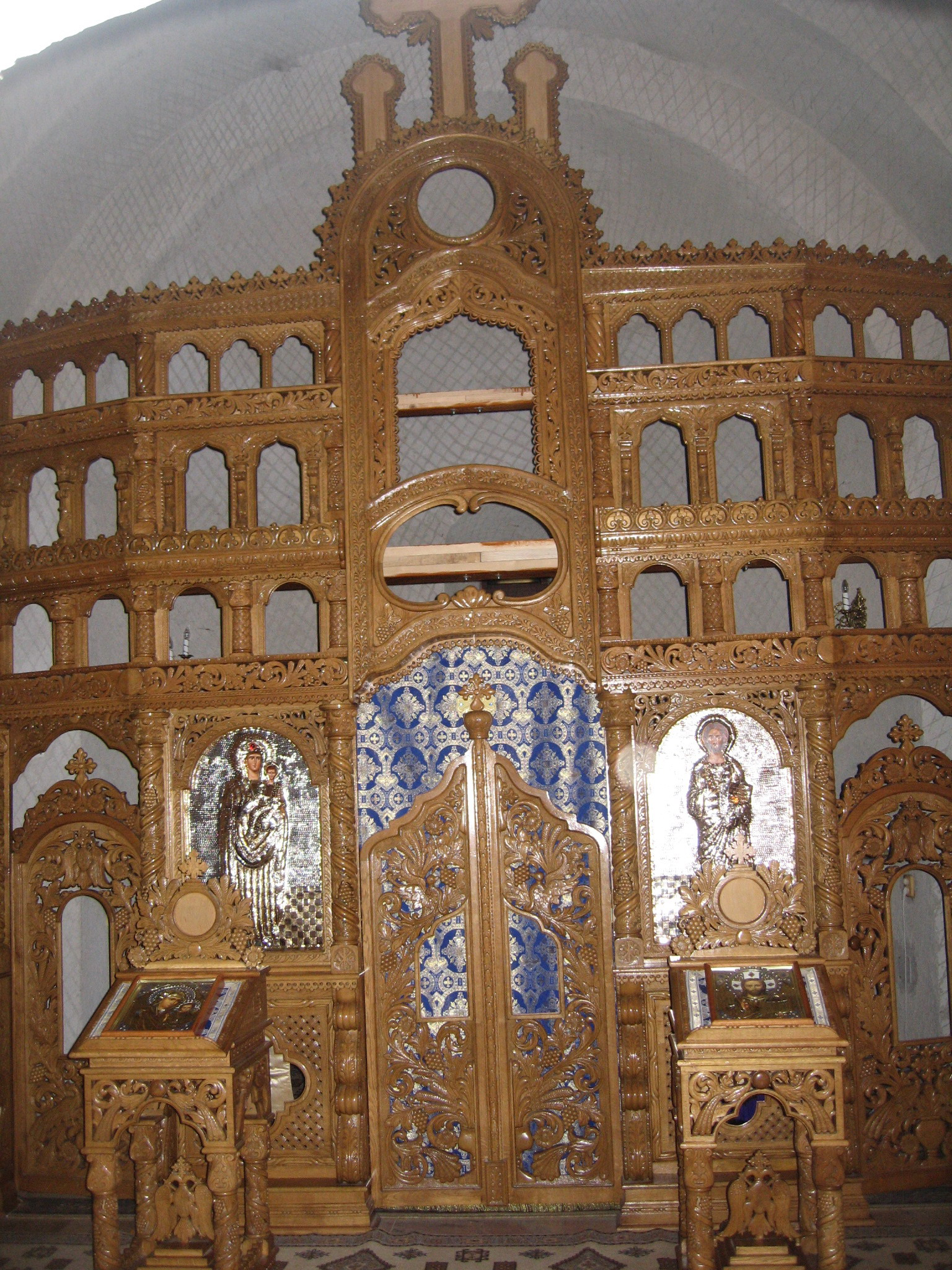
Catapeteasma bisericii vechi
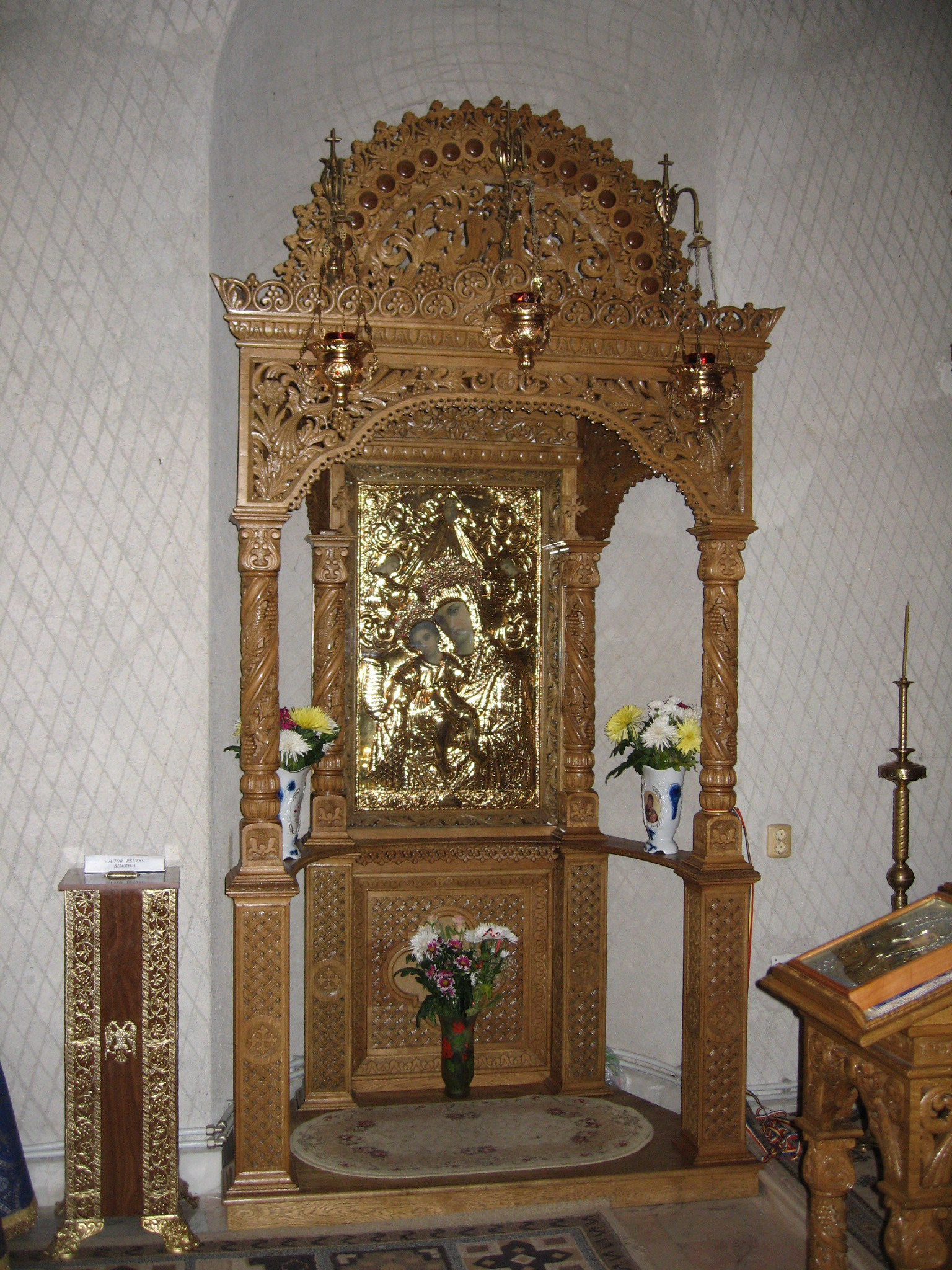
Icoana Maicii Domnului cu pruncul
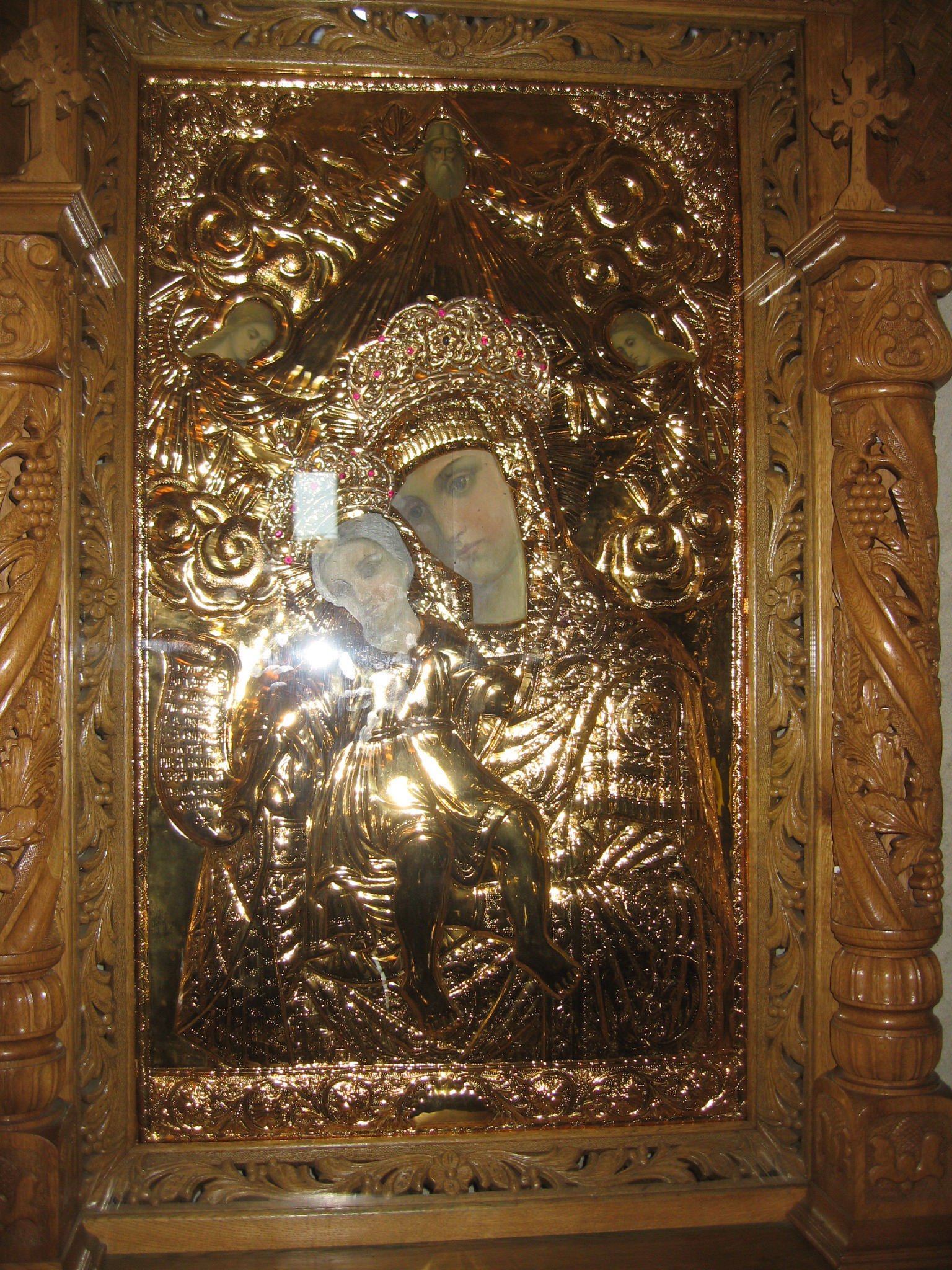
Icoana Maicii Domnului cu pruncul
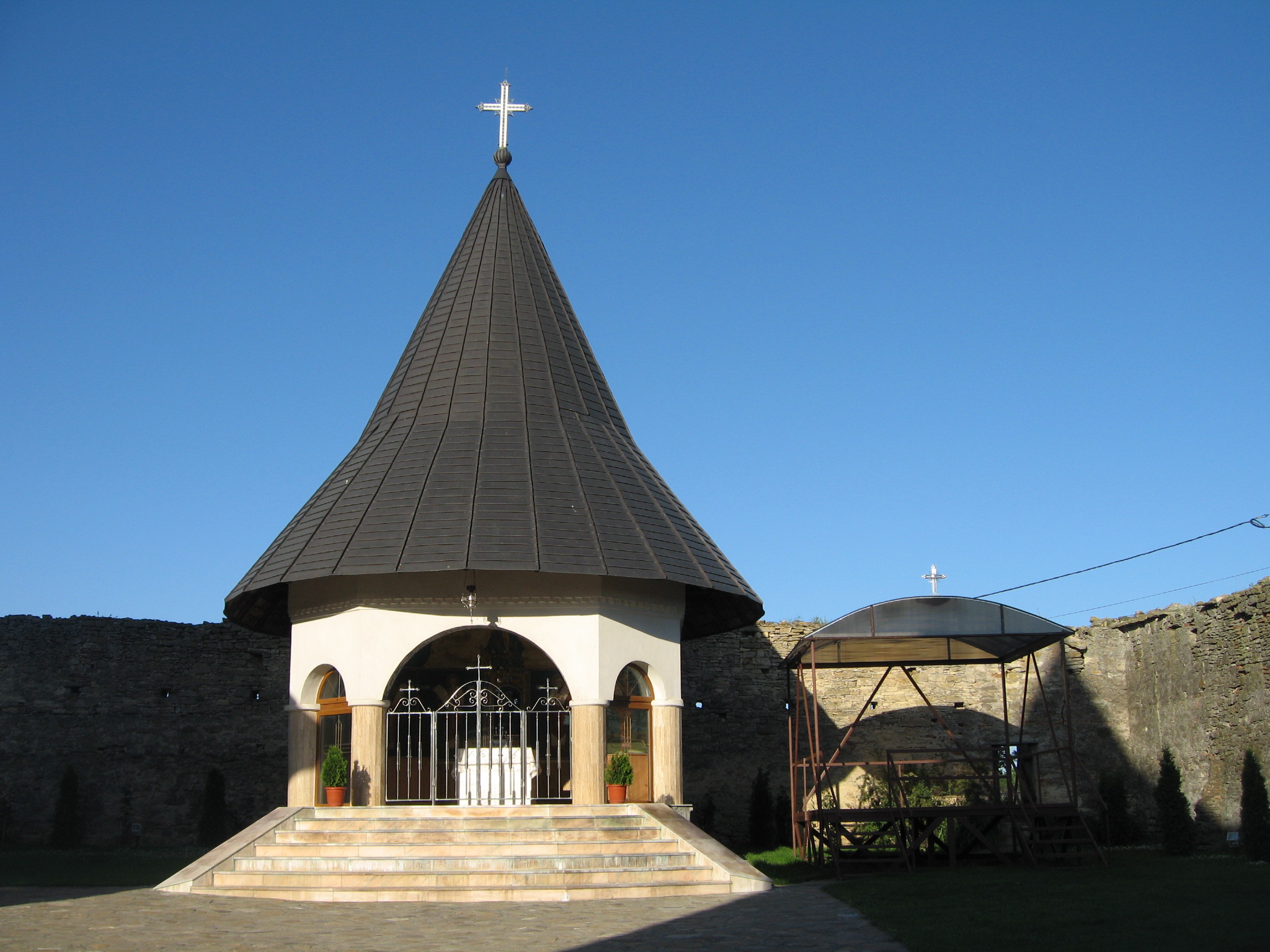
Agheasmatarul
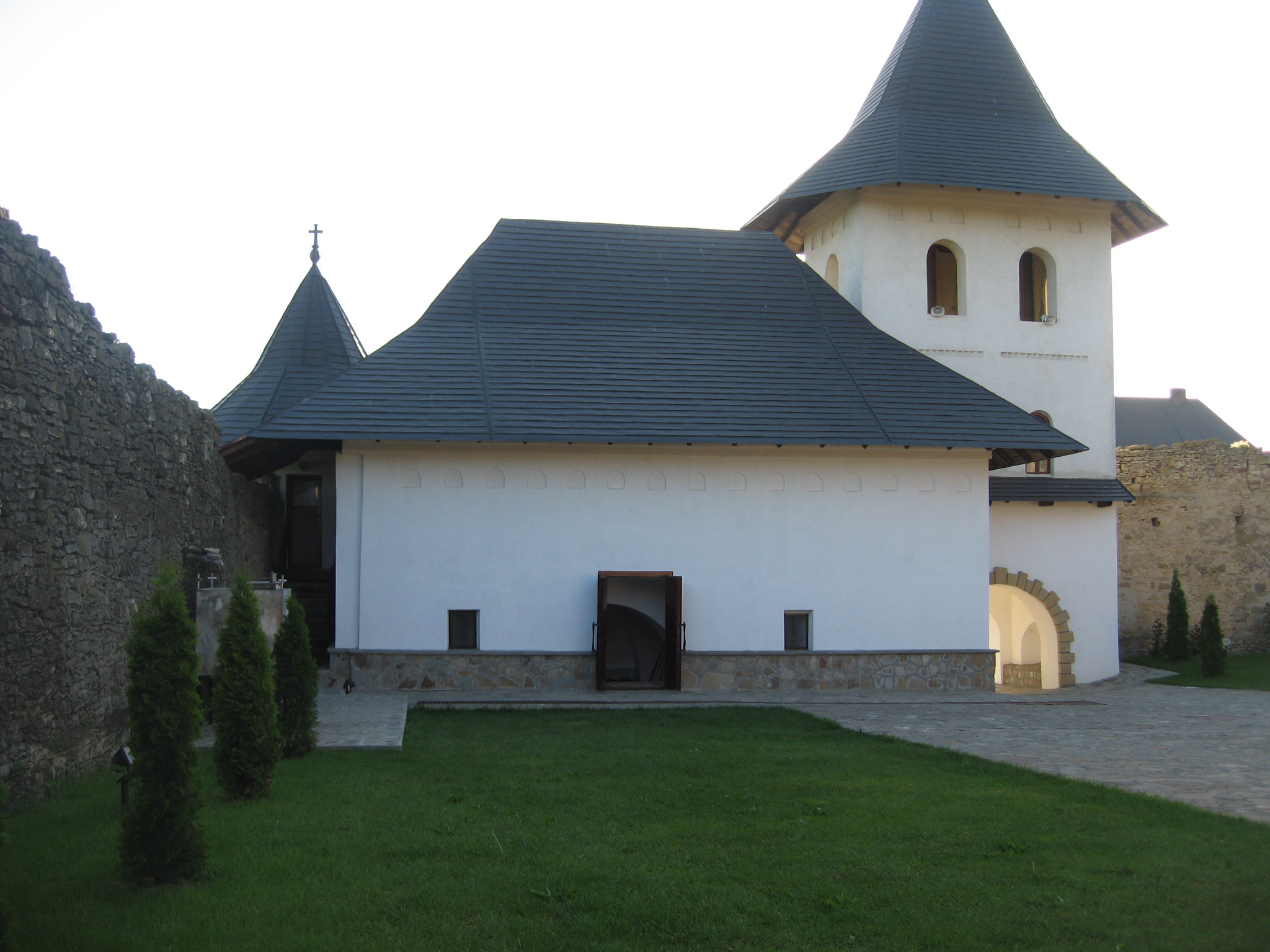
Muzeul bisericesc
Intrarea în Muzeul bisericesc
Cărți vechi în Muzeul bisericesc
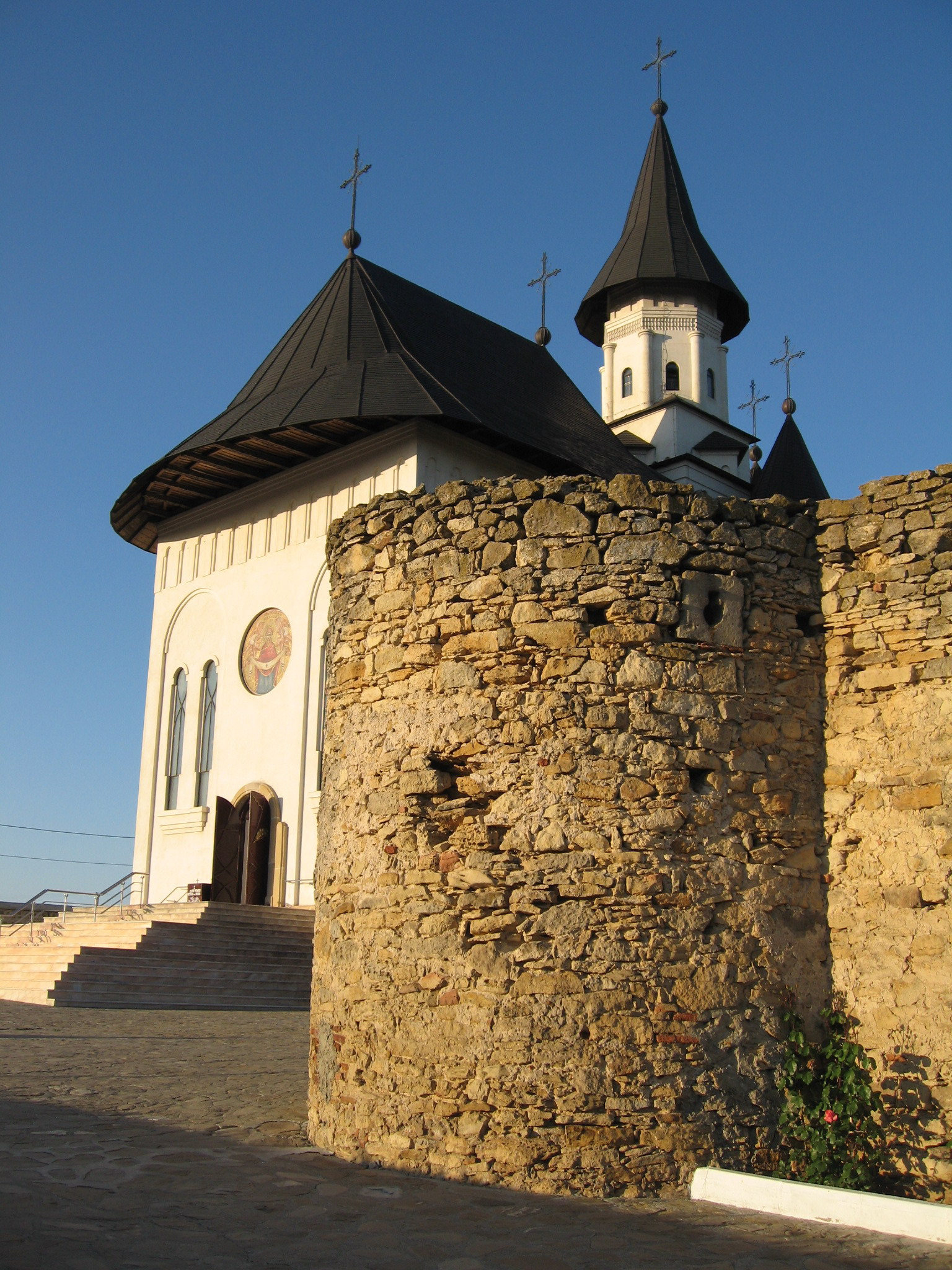
Vechi și nou
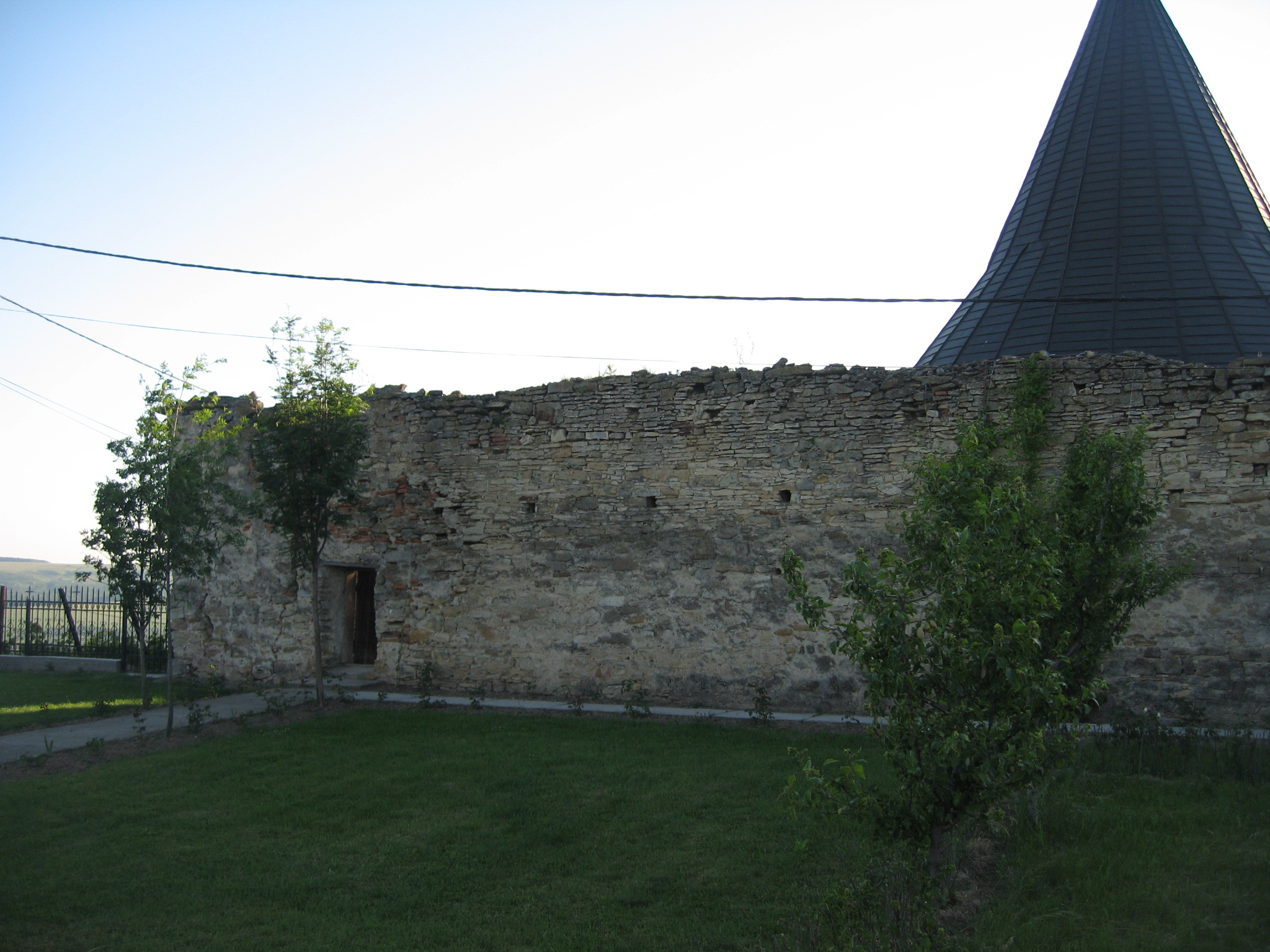
Zidul de incintă privit din cimitir
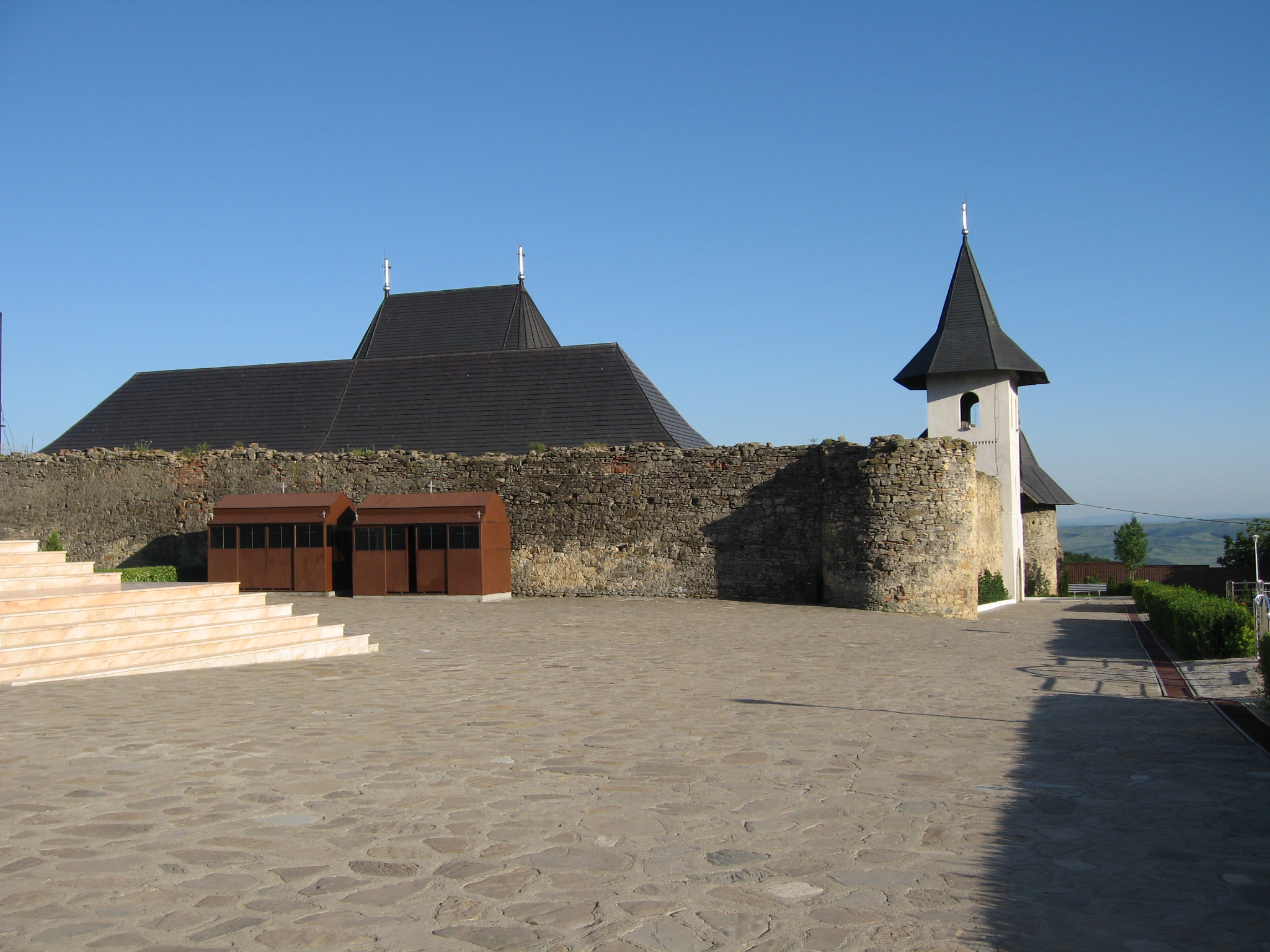
Zidul de incintă
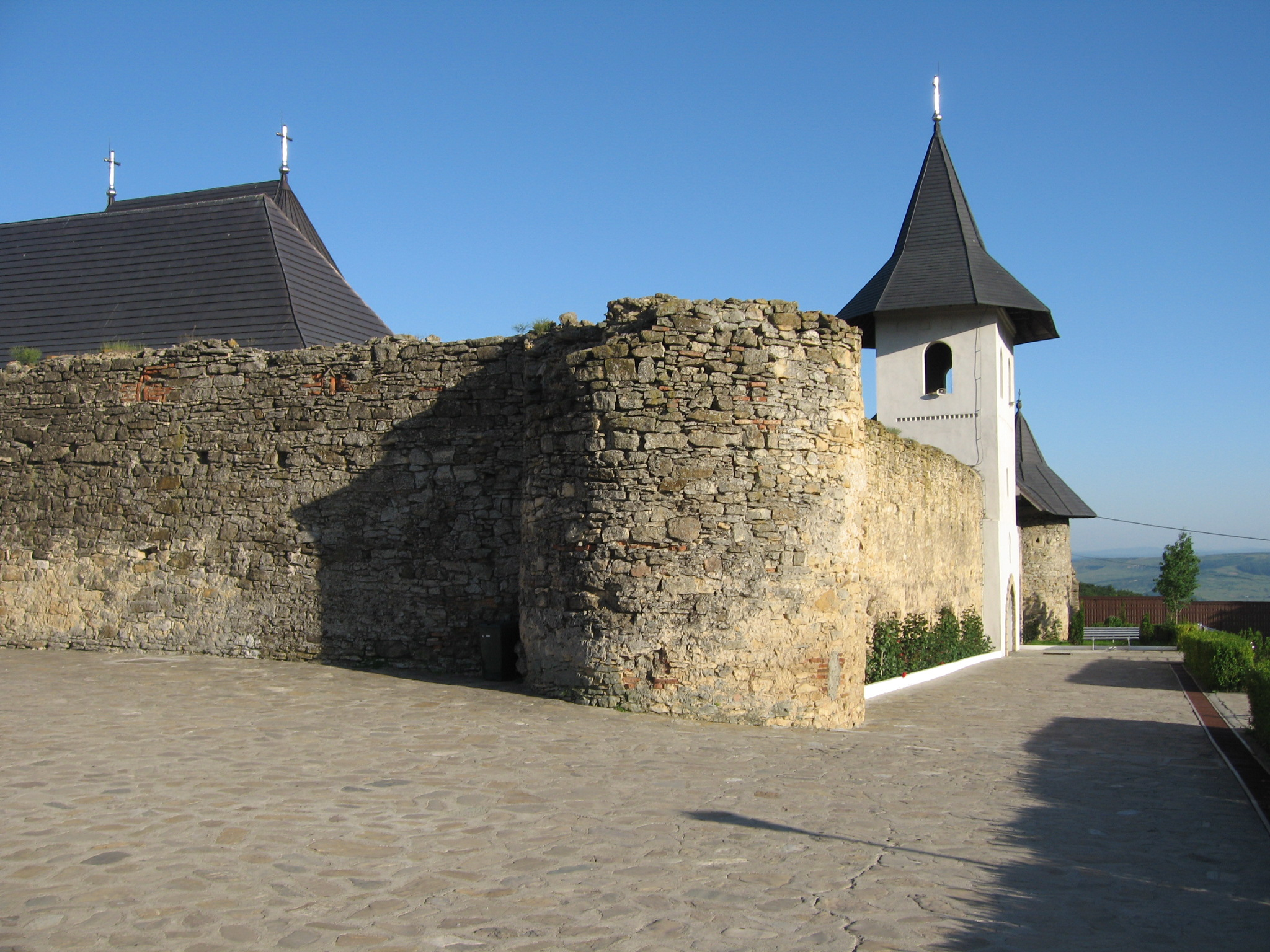
Zidul de incintă
Prăvălia de obiecte bisericești
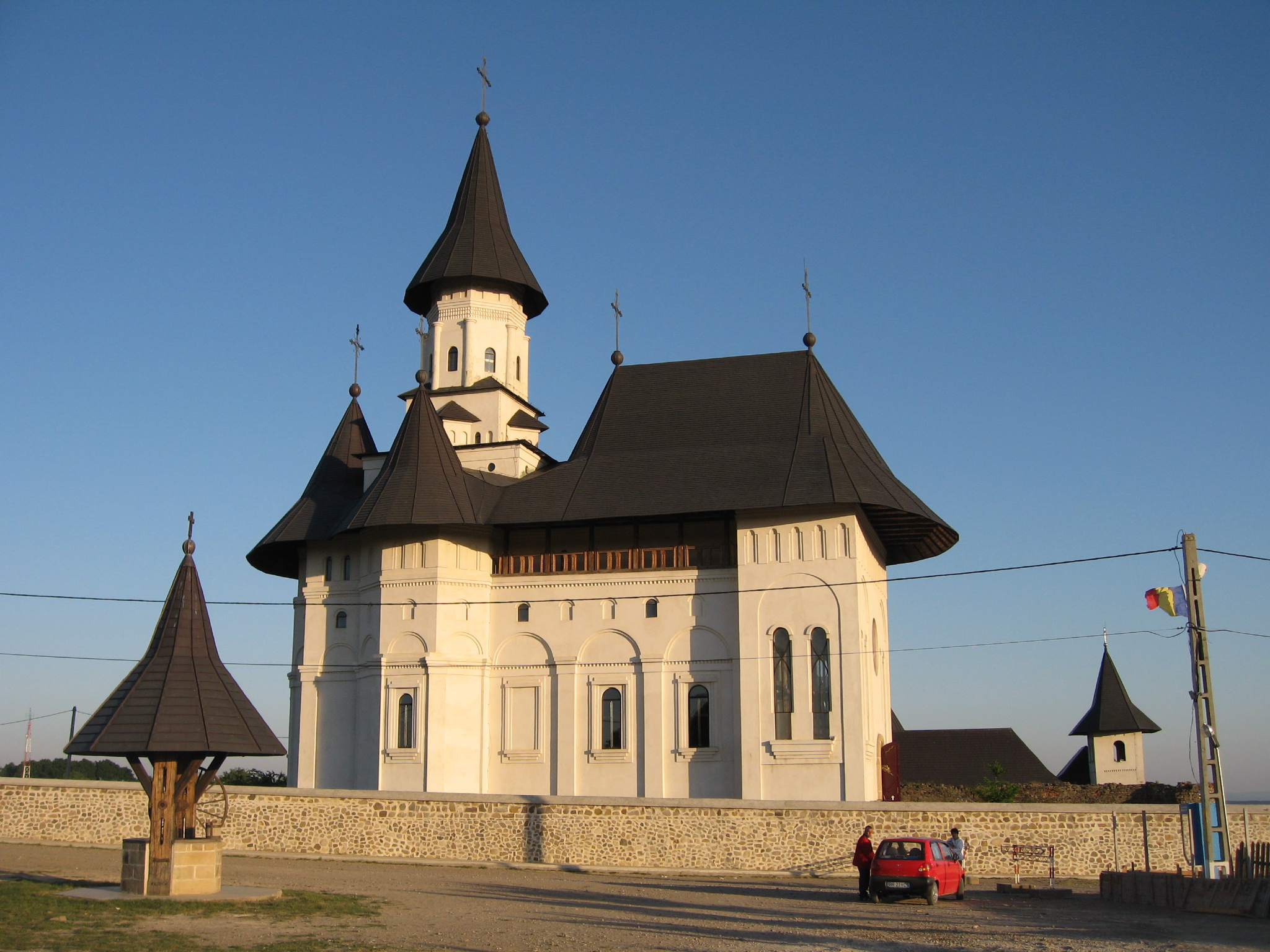
Biserica nouă
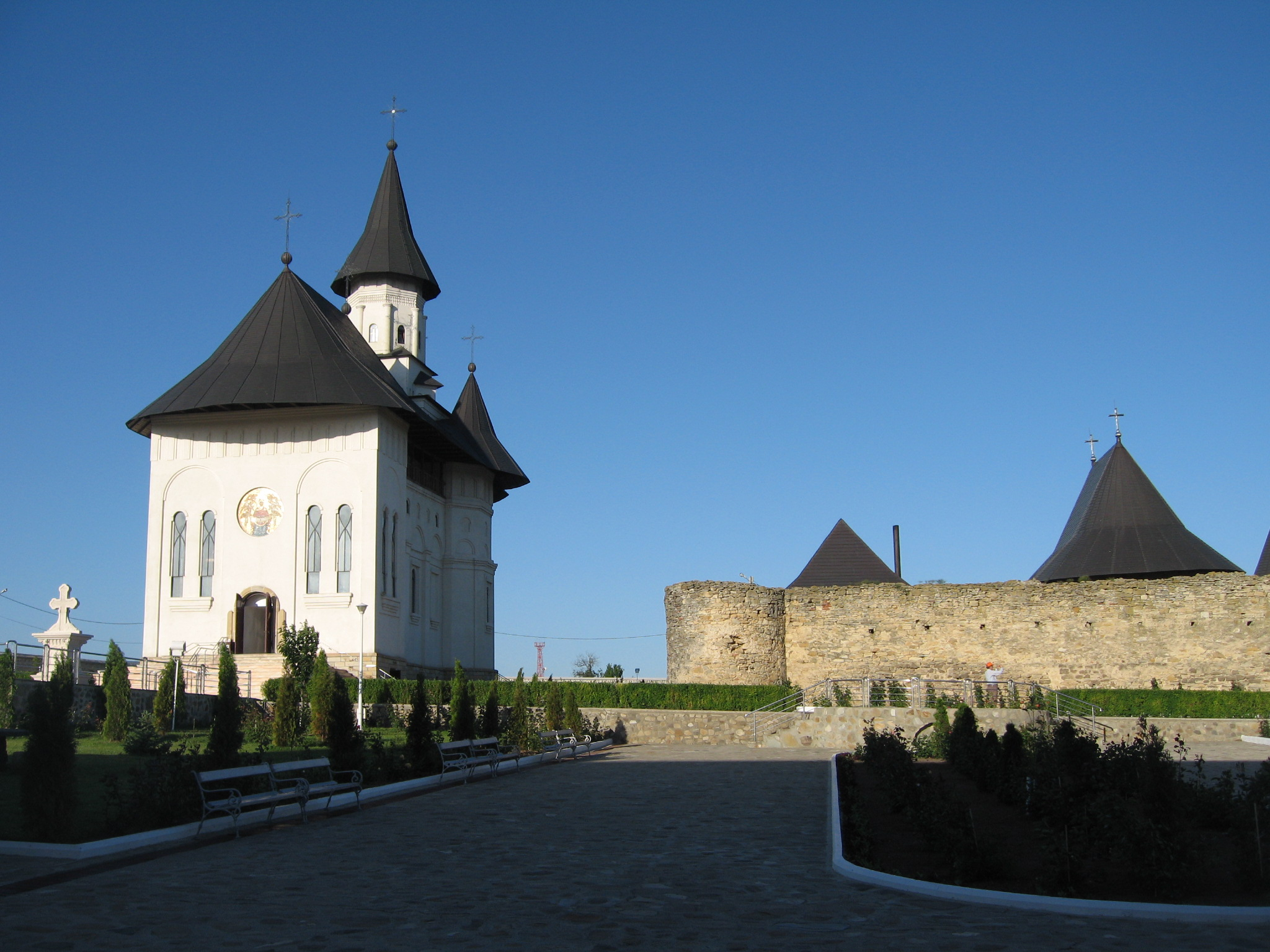
Biserica nouă
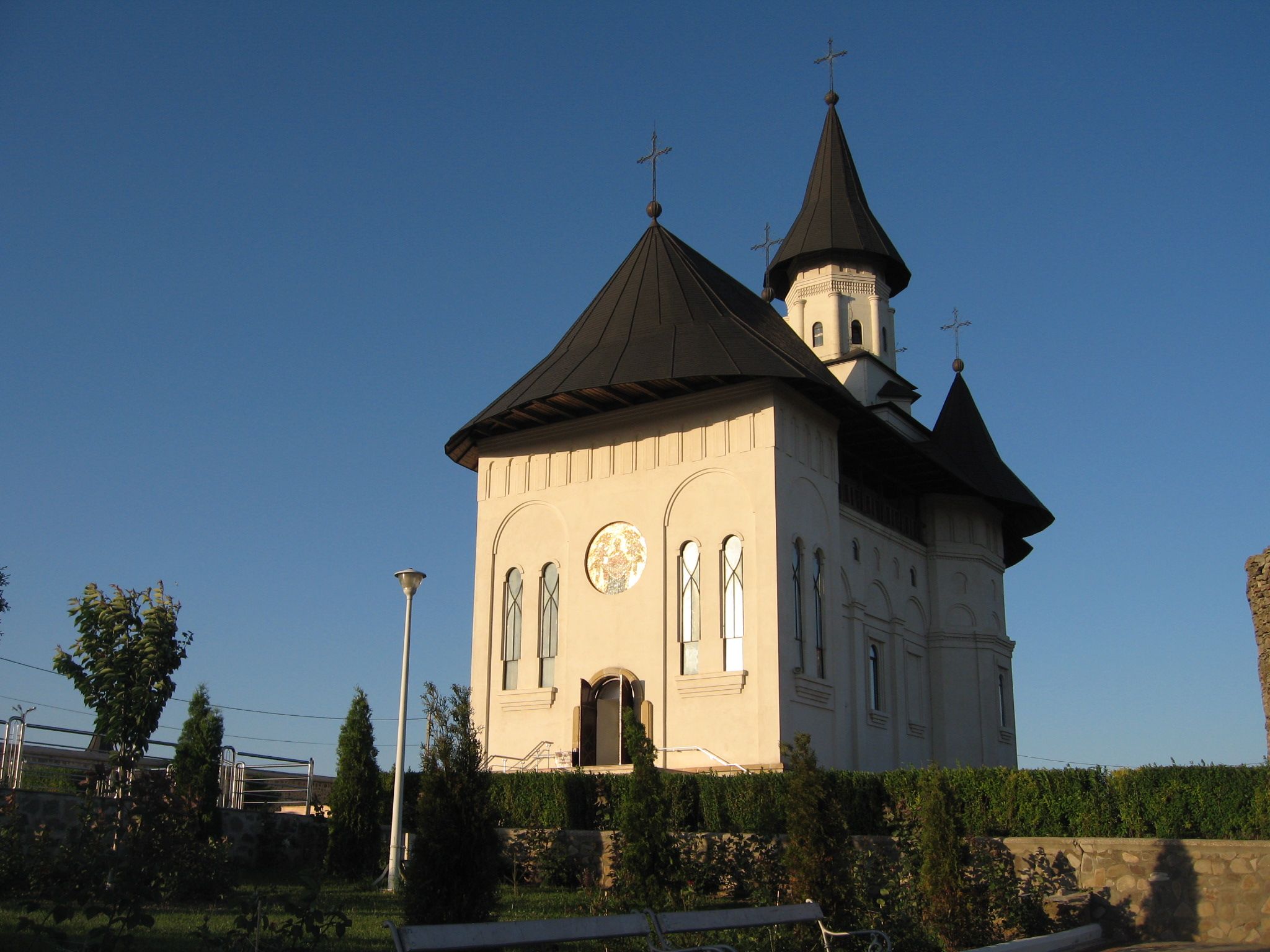
Biserica nouă
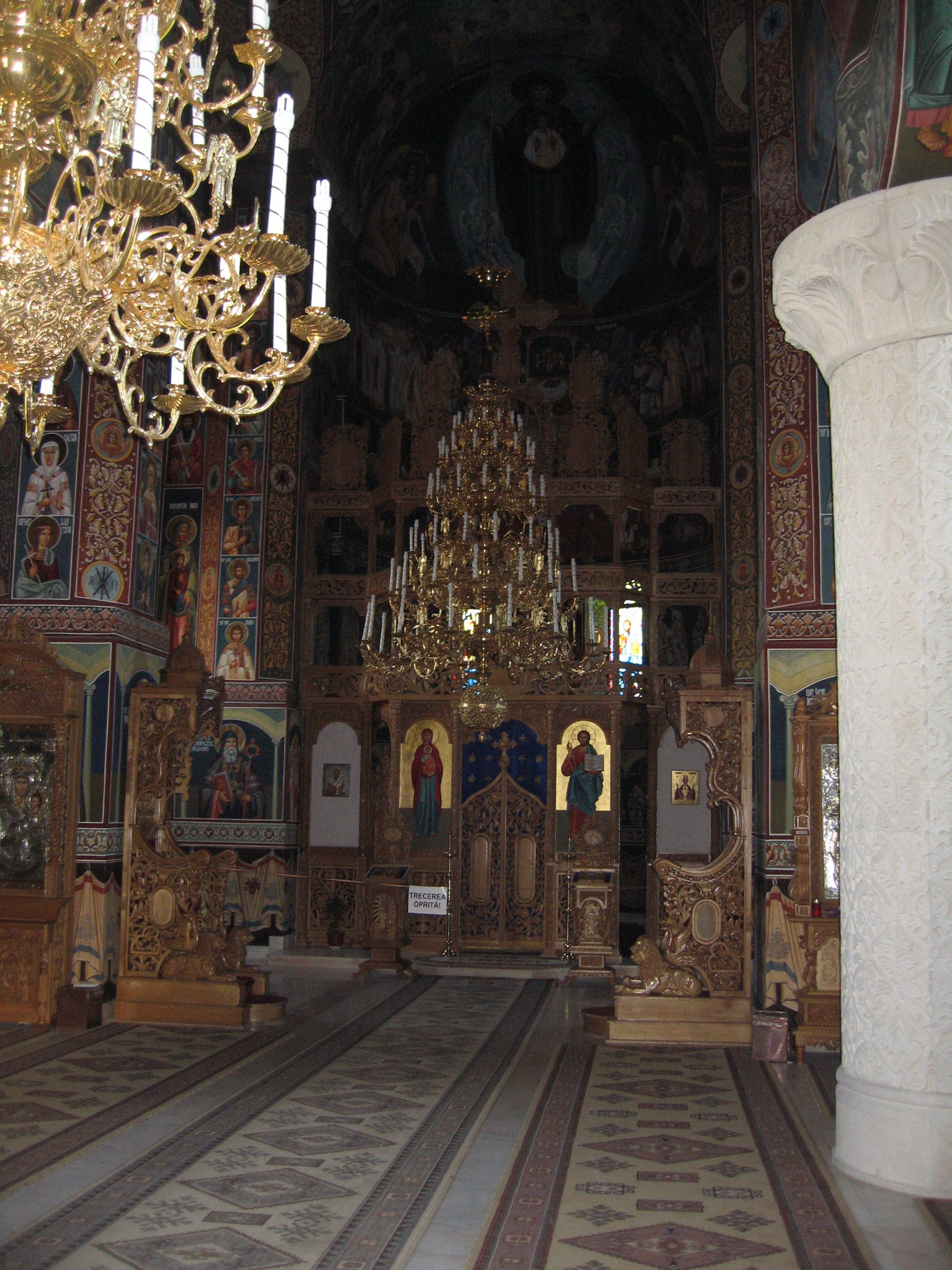
Interiorul bisericii noi
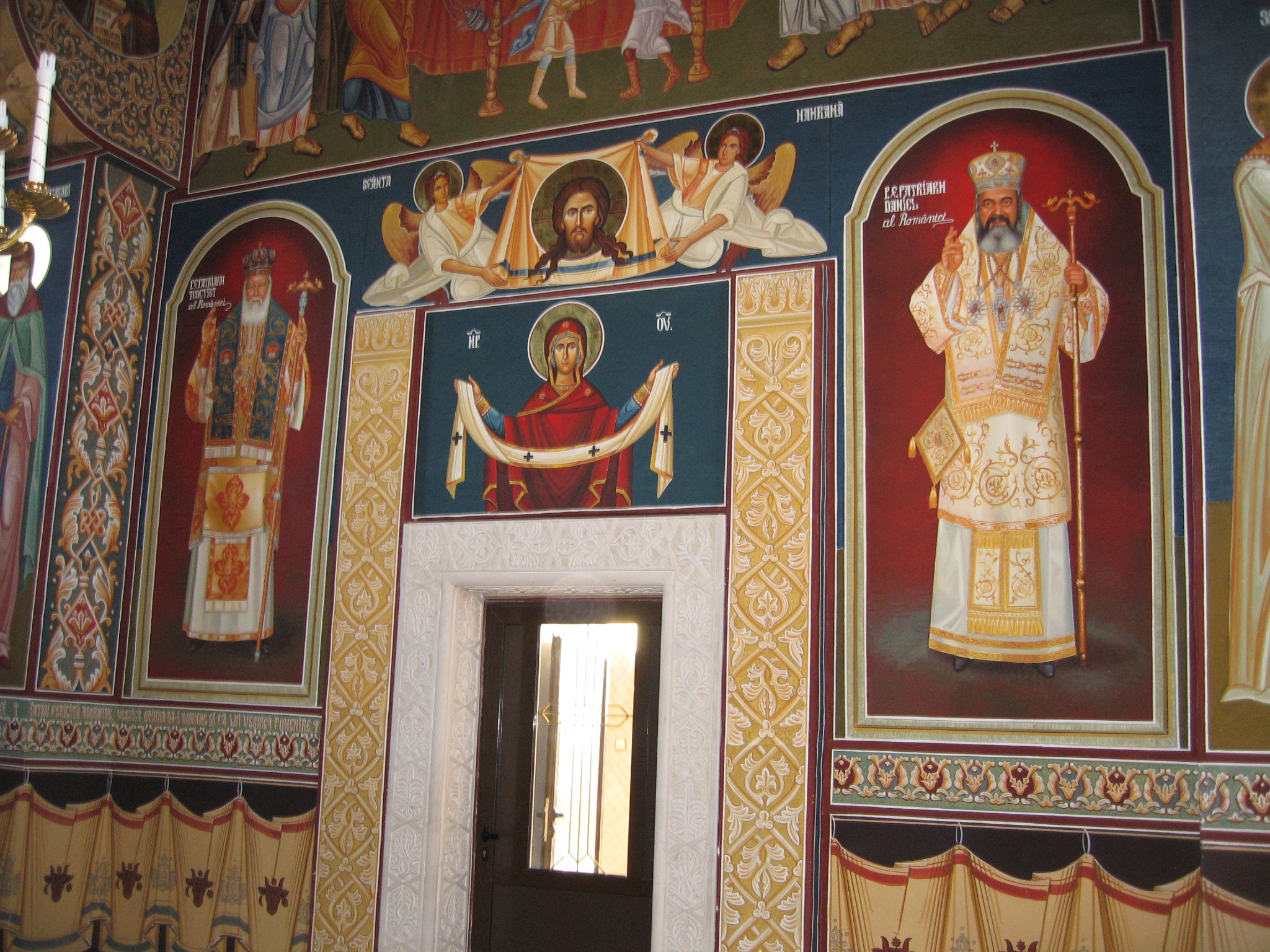
Patriarhii Teoctist și Daniel pictați pe pereții din biserica nouă
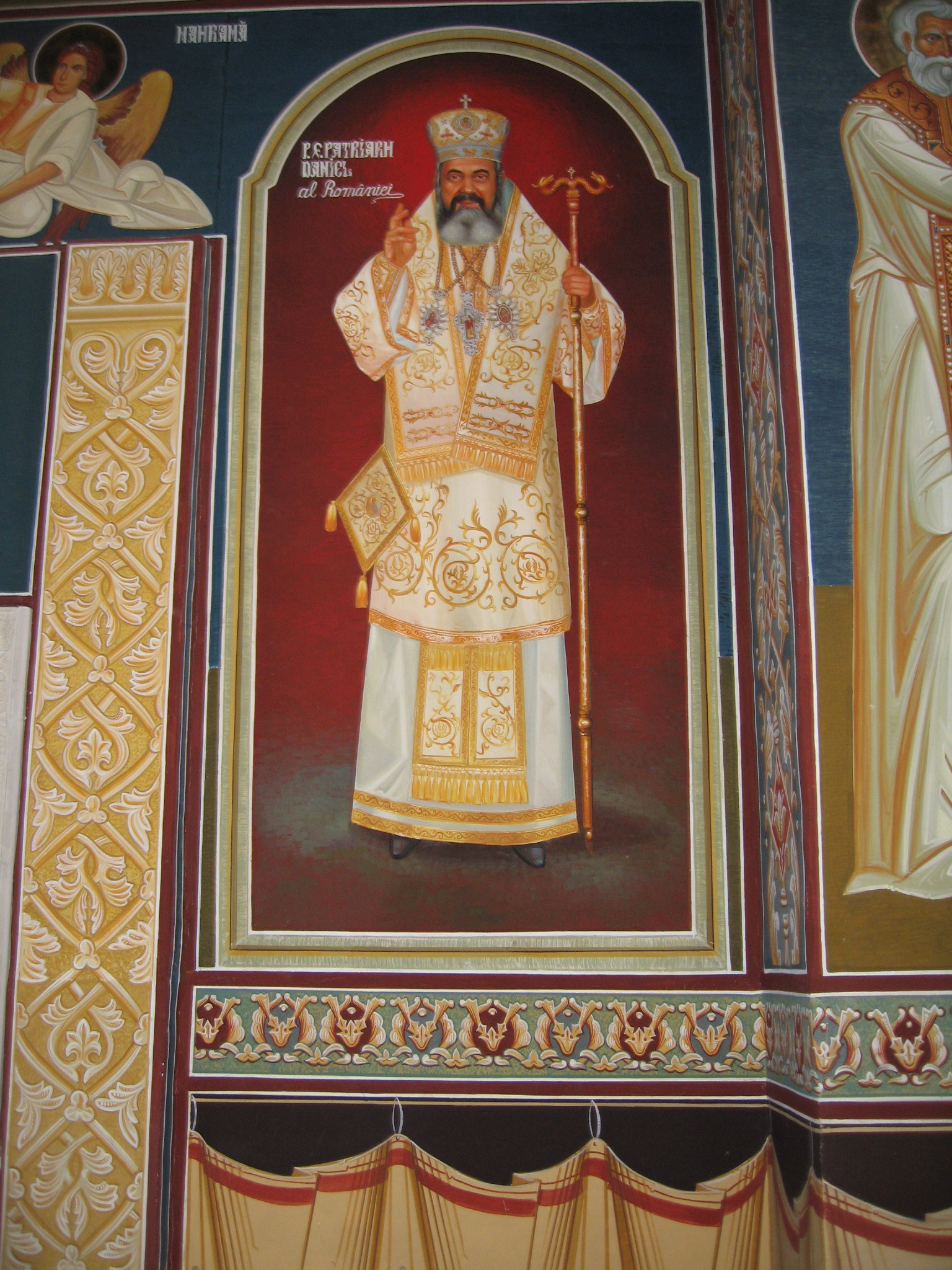
Patriarhul Daniel pictat în biserica nouă
Arhondaricul
Arhondaricul
Mormântul ieromonahului Iov în cimitirul Mănăstirii
Iazul de la mănăstire
Complexul monahal privit de la iaz
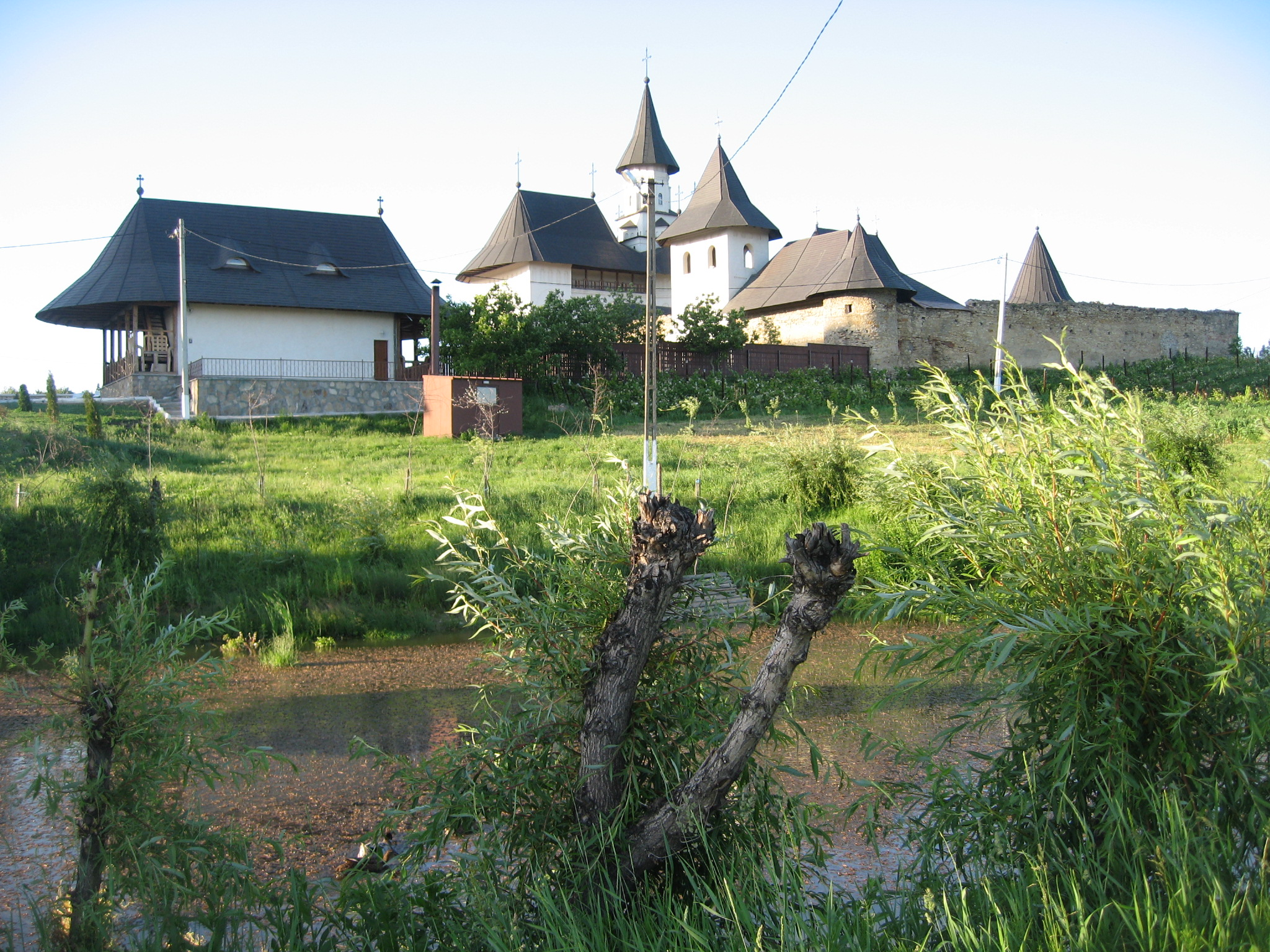
Complexul monahal privit de la iaz
Privire de la iaz